# 古晉
古晉，通稱「古晉市」，是砂拉越的首府，為砂拉越境內第一大城市。古晉位於婆羅洲島上砂拉越西南邊的砂拉越河畔，佔地431平方公里。依砂拉越河，古晋被划分出两个地方政府，即古晋北市市政局与古晋南市市政局共同管理，以致于古晋拥有两位市长：北市市长与南市市长。另外，古晋的郊区则是属另一个地方政府，巴达旺市议会的管辖范围。
砂拉越拥有着非常多不同的民族，各族群生活在砂拉越的各个地区与城市， 而古晋是在馬來西亞聯邦的众多城市里唯一荣获，“团结城市”这项美誉。古晋是个历史与现代交集的城市之一，不仅有现代化的基础设施、医疗机构、教育机构、购物中心等，市中心更有着许多著名的历史老街、博物馆、宗教场所，以及陈年的历史建筑。从市中心驱车，郊区也蕴藏着众多的自然旅游景点、国家公园与美丽的沙滩等。古晋也是工艺与美食的聚集地之一，在2018年被亚太世界工艺理事会 (World Crafts Council) 评为“世界工艺城市”，而在2021年末更是成为了马来西亚聯邦第一个被联合国教科文组织 (UNESCO) 评选为“创意美食之都”的城市 。

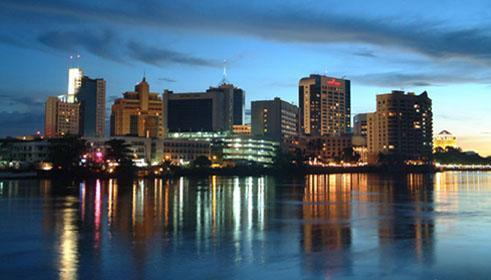
古晋市天际线

## 地名
古晉實際上是以位於靠近聖多瑪大教堂（St Thomas’ Cathedral）附近之大井巷（Upper China Street）的一口“古井”而命名的，口音以“粵語”爲準。
廣東人南來的曆史早於白人拉者詹姆士佈洛克，1895年之前，這口“古井”供應了當時當地人的飲食水。“古井”口音傳開至當時集聚“老巴剎”人們，你去哪裡？我去“古井”（意思去打水）逐漸演變成現在的“古晉”。
於1872年8月12日，砂朥越第二任國王白人拉惹查尔斯·布洛克爵士（Sir Charles Brooke）正式命名古晉為砂朥越的首都。

## 历史
- 1990年10月17日，洪楚廷率領最後的共產主義叛亂分子與砂拉越政府簽署和平協議至此結束28年的武裝叛亂[7][8]。
- 1997年东南亚霾害时，古晋的烟霾指數一度突破700点[9]。
- 2018年7月14日，馬來西亞聯邦首相马哈迪·莫哈末抵达古晋展开为期2天的工作访问行程[10]，并出席数项活动以及会见砂拉越总理阿邦佐哈里[11]。
- 2019年9月16日，首相马哈迪抵达古晋国际机场出席916马来西亚日庆典[12]。

## 地理

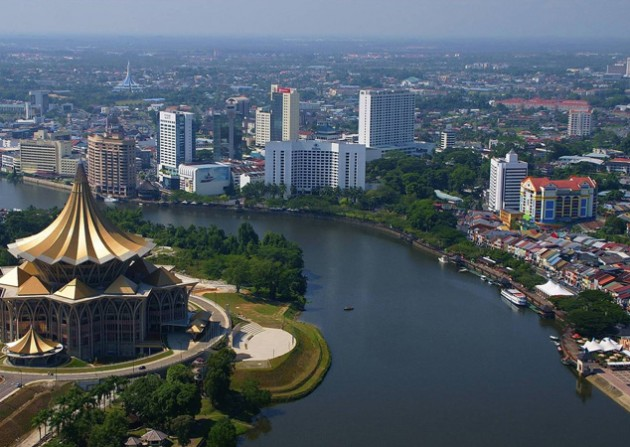
砂拉越河

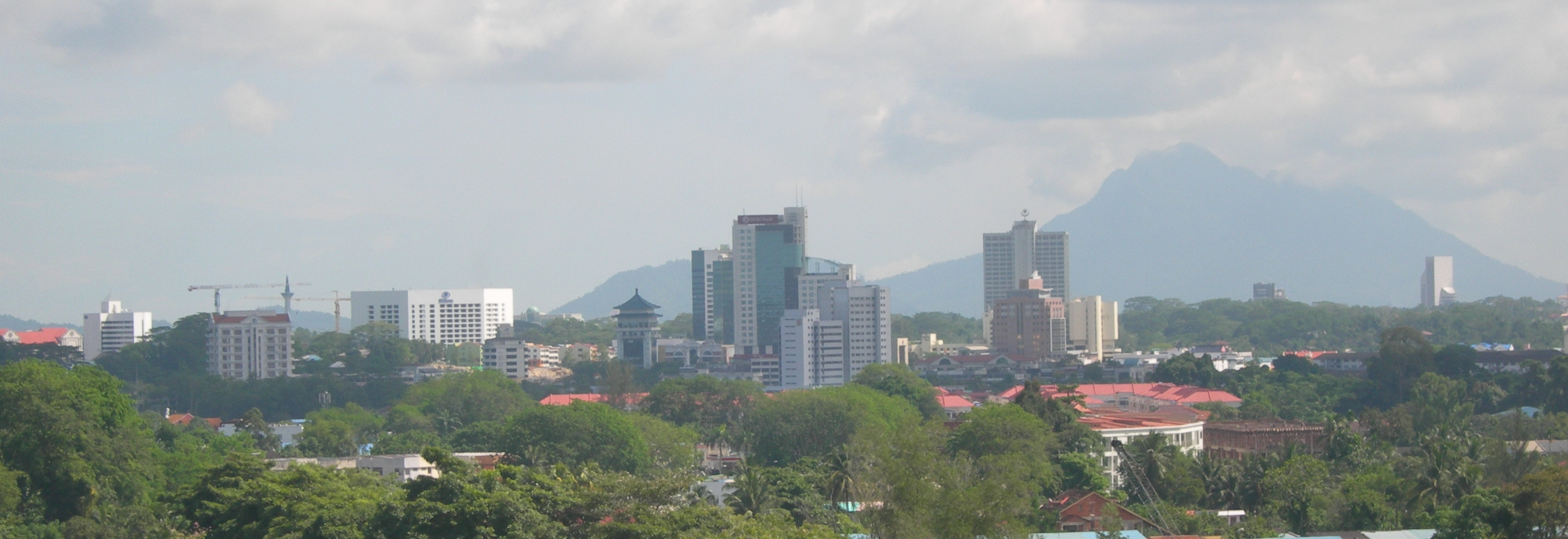
古晋全市

古晉位于北纬1度33分，东经110度25分，海拔27米（89英尺）。古晉是一座座落在砂拉越河岸邊的一座城市，位于婆罗洲的西北部，砂拉越的南部。

## 社會

### 人口

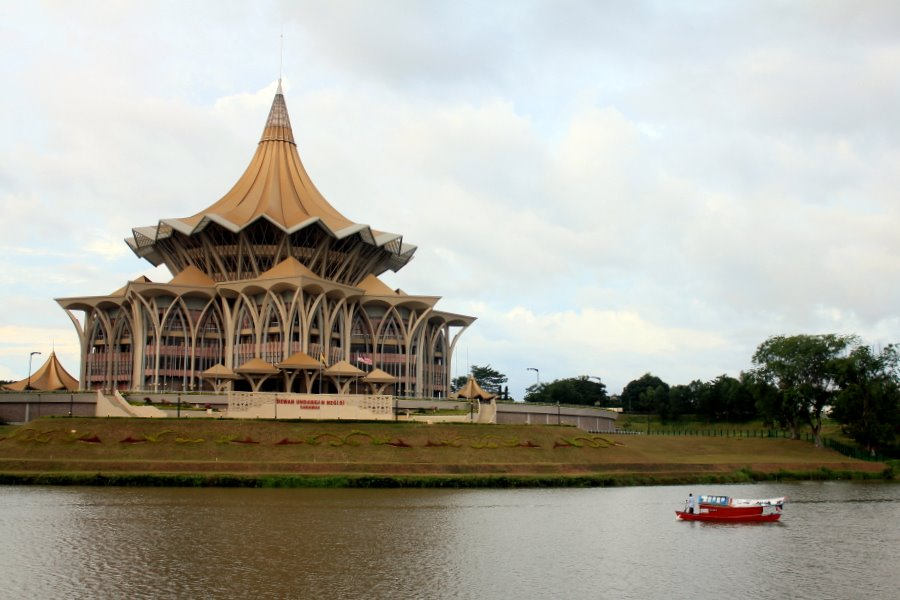
古晋议会大厦

以往数据显示，古晋市的南市人口有143,500；北市的人口有133,600；巴达旺（古晋郊区）有302,800，也是全砂最多人口的一个管辖区。根据大马聯邦2010年人口普查报告，古晋有人口325,132人。全市人口（南北）由马来人（146,580），华人（120,860），伊班人（28,691），比达友人（13,681），非大馬籍（3,250），马兰诺土著（2,078），印度（1,626）（1,140）（7,216）。华人分为由主要在郊区和在城市地区的福建人（闽南人）组成。其他方言包括福州（福州），潮州话，海南话，客家话，广东话，興化話和其他。异族的通婚在那些不同种族背景的社会中是常见的在古晋有30个不同的民族群体。
住在古晋市区的华人以福建人居多。华人当中，客家人多务农、建筑業，福建人及诏安人（也属于闽南人）又以从事商业及建筑業为主，興化人多从事渔业、腳車、轮胎等零件业，福州人多经营伐木业，金融业等，海南人多经营咖啡店（本地人多稱：Kopitiam），潮州人多经营杂貨业。
古晋是座民风淳朴的城市，跟其他大城市比较起来，虽然古晋人的生活较悠闲，步伐没那么匆忙，但也是发展目标之一，人们也是有匆忙的时候。

### 宗教
砂拉越属于宗教自由的国度，並沒有官方宗教。砂拉越原住民多信仰天主教和基督新教，馬來人信仰伊斯蘭教，而本地华人則多信奉佛教、道教、中國民間信仰、基督新教、天主教等等。最广为人知的青山岩寺庙、“寿山亭大伯公庙”以及古晋市中心的“大伯公庙”、及閩南籍人士建立的古晋鳳山寺與潮州籍人士建立的上帝廟，及客家人建立的古晉三山亭三山國王廟。

### 语言
古晋的语言成分也是多姿多彩的。英语、馬來語与华语被当地的居民广泛地使用。
砂拉越官方語言是英語和馬來語，大多数為英語、馬來語和華語三種語言呈現在政府以及半政府機構的信件上，英語则是民間通用語，在商業活動中廣泛的被使用。雖然華語大部分流通於華人群體之間，但事實上華人之間的沟通方式還是普遍的使用各個籍贯的方言，例如闽南话、客家话、福州话、興化話、廣府話、潮州话等等。而不少砂拉越原住民在華人學校就讀，所以華語也在慢慢的推廣當中。而古晉經商的都是華人，在街道上都隨處可見以中文及英文並列的招牌，另外古晉市區也設有中文和馬來文的雙語路牌，除了方便各外國人之外，也是砂拉越的一大特色。

## 经济
根据考古研究，古晋的山都望地区是砂拉越早期的主要贸易地区之一，其贸易踪迹可追溯到1500年前，而考古学家业认为约公元14世纪前，山都望是南洋的重要海港，也是中国唐朝与宋朝期间两朝商人频繁到访的贸易区之一，这个发现也证实华人在砂拉越的足迹可追溯至唐宋时期。 除了贸易，开采和熔铁工业即是当时在山都望的主要经济活动之一。
到了1860年前后，詹姆士·布洛克的治理时期，市集以及港口已在砂拉越河畔形成，而这个市集乃是现今的海唇街，古晋的人也称之为“老巴刹”。 1880年代，在第二代拉惹，查尔斯·布洛克的经济发展下，河边的甘蜜街形成新的商业区，也就是所谓的“新巴刹”。 除了商业与贸易，采矿业也是在第二代拉惹时期重要的经济支柱。回顾历史，在古晋的石隆门发现了锑与金矿之后，华人也为古晋的经济发展做出了巨大的贡献。 种植业在查尔斯继任后也迎来新的契机。在时任政府的支助下，查尔斯引进了新加坡的华人资本家与劳工在古晋的马当山开辟了甘蜜与黑胡椒的种植区。

### 服务业
金融业

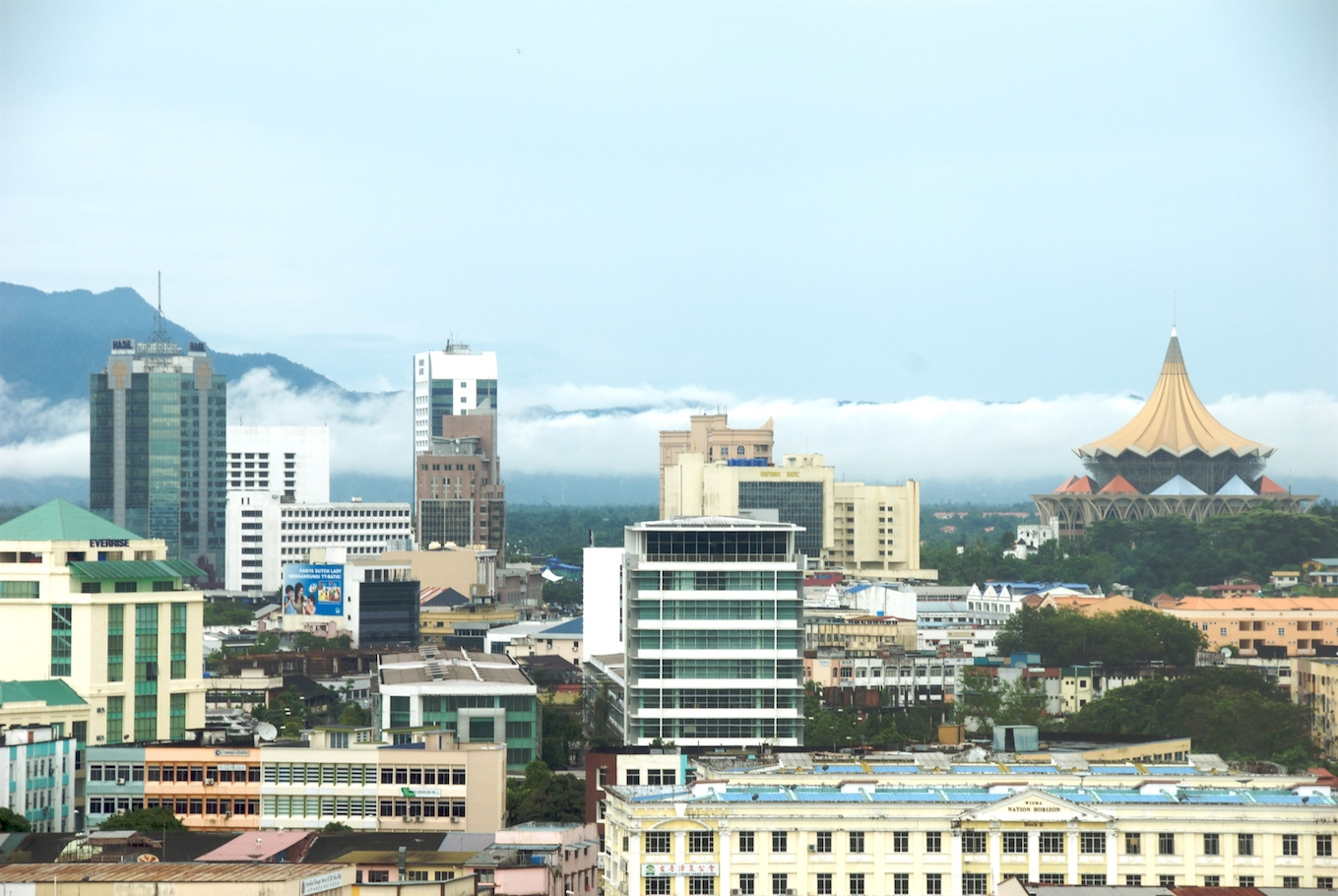
古晋为砂拉越金融中心

砂拉越的经济以第一产业为主，而目前则以第三产业为主导，因为砂政府曾计划在2020年之前将砂拉越转型为一个更发达的邦州。如今，古晋是砂拉越主要的金融中心。许多州级、国家级和国际商业银行，以及一些保险公司，都在这里设立总部和企业办事处。 在古晋设立的国际商业银行（砂拉越总行）如华侨银行、汇丰银行、大华银行、中国银行与中国工商银行。砂拉越发展银行（简称DBOS）的总部设立在古晋，而该银行的成立旨在为私人界和公众提供成本投资和融资的服务。 另外，随着砂拉越政府收购艾芬银行股权后，该银行将在古晋设立总行，且无需经过吉隆坡，并拥有审批特定数额贷款的自主权。
零售业

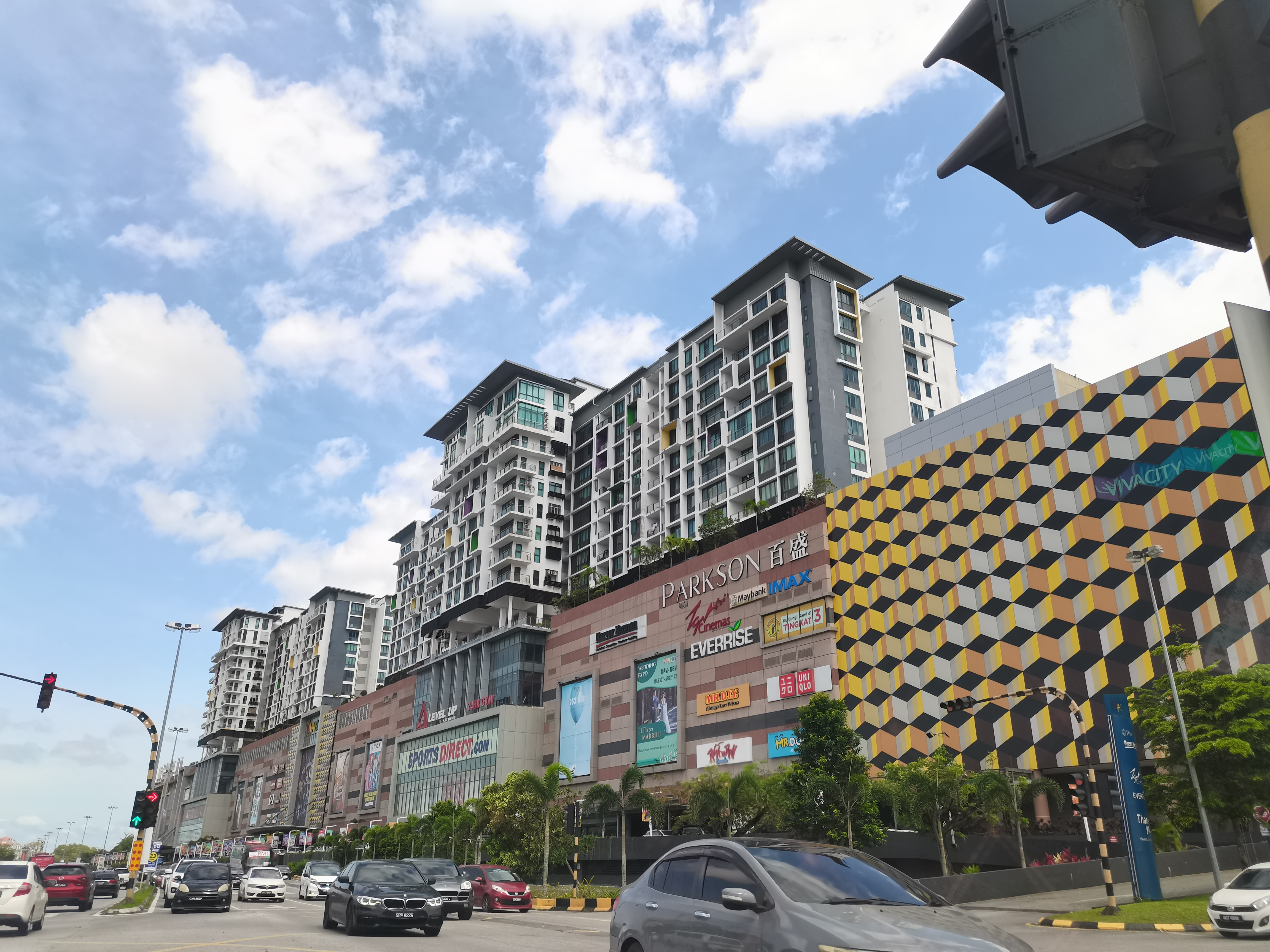
Vivacity Megamall

古晋拥有许多购物中心。规模较大如Vivacity Megamall、新欣购物广场（The Spring）、独立购物广场（Plaza Merdeka）、中环永旺购物中心（Aeon Mall Kuching Central）、CityONE Megamall以及富丽华购物广场（Boulevard Shopping Mall）。另外，古晋也有许多商场，例如：华利商场（Farley Mall）、科兹广场（Kozi Square）、Aeroville Mall、The Podium、石角Emart、达万再也Emart、马当Emart、Moyan Emart、Eco Mall、Matang Mall、Moyan Square、Green Heights Mall、古晋中环车站（Kuching Sentral）、河滨购物中心（Riverside Shopping Complex）、敦朱加购物中心（Tun Jugah Shopping Center）、Sarawak Plaza、Wisma Saberkas以及其他商场等等。
旅游业
由于古晋是一个历史与现代交织的城市，市区内的历史遗迹、博物馆等为旅客了解古晋乃至砂拉越历史的重要渠道。古晋老巴刹便是其中之一地点。古晋老巴刹横跨多条老街，并富含丰富的历史、人文、生活、习俗、白人拉惹的故事等元素，以吸引游客走访。 砂拉越文化村也是古晋著名的旅游景点，除了展示个民族的生活方式，如伊班人、华人、马来人、乌鲁人等等，也是国际音乐盛事——热带雨林音乐节的主办地点。另外，古晋拥有许多休闲景点，包括河滨公园、达鲁哈纳黄金桥、马中友谊公园等，是本地和外国访客的休闲去处。生态旅游为古晋一大亮点。达迈沙滩、马兰诺湾、石隆门碧湖、峇哥国家公园、实蒙古野生动物护育中心等皆是访客的旅游好去处。
医疗旅游
古晋拥有多家私人医院，毗邻印尼，因此印尼人选择到古晋进行医疗旅游的人数持续增长。他们较多是以严重的病症例如癌症、心脏病、以及手术所需的疾病到古晋治疗。 砂拉越政府也持续专注提升基础和医疗旅游设施，并圈定马兰诺湾、三马丹以及达迈地区以打造成康复疗养地，而达迈被列入古晋城市交通系统路线之一能为旅客提供交通便捷。随着婆罗洲航空的成立，砂政府有意持续扩大医疗旅游市场至其他国家和地区如柬埔寨、泰国、香港等。
酒店业
酒店业也是经济支柱之一。2024年古晋有48家星级酒店和45家经济型旅馆，分别提供6626间与1694间客房，促使古晋客房共计8320间。 著名的酒店例如铂尔曼酒店（Pullman Hotel）、布蒂永滨江大酒店（Puteri Wing - Riverside Majestic Hotel）、阿斯塔纳翼-滨江雄伟酒店（Astana Wing - Riverside Majestic Hotel）、古晋希尔顿酒店（Hilton Kuching）、古晋喜来登酒店（Sheraton Kuching Hotel）、古晋婆罗洲酒店（The Borneo Hotel）、河景酒店（The Waterfront Hotel）、帝宫大酒店（Imperial Hotel Kuching）、罗克希酒店（Roxy Hotel）、古晋拉亚会议中心酒店（Raia Hotel Convention Centre Kuching）等等。另外，洲际酒店集团（IHG）宣布古晋将开设沃科酒店（Voco Hotel），预计2026年开业。

### 商业
商业也是古晋经济活动之一。海唇街、亚答街和浮罗岸街是古晋市中心一带具有深远历史的商业街。海唇街和亚答街除了有从事手艺行业的店铺（例如木匠、打铁等），也拥有售卖手工艺品的店面、小商店、咖啡店、餐馆等。 浮罗岸街亦有着许多老字号的咖啡店、旅馆、糕点店铺等、也可以找到和猫有关的雕像，如大白猫和南市市徽碑柱。 围绕市中心则是诸多的商业区如砂督（Satok）、肯亚兰商区（Kenyalang Park）、实都东（Stutong）、达万再也（Tabuan Jaya）、马当卫星城镇（Metrocity）、Tabuan Tranquility、Northbank、嘉乐城（Gala City）、BDC区、犀丽泰（Saradise）、桑路（Jalan Song）、Pines Square、Canaan Square、米兰城（Milan Square）、石角MJC、Tropics City商城及Westfield Point等等。另外，一些地方如古晋三哩、四哩半、七哩（哥打圣淘沙）和十哩（哥打巴达旺）也是古晋居民所熟知商业活动繁忙的地区。

### 工业
工业也是古晋的主要经济活动之一。在古晋有着三个主要工业区即古晋—朋岭工业区（混合与轻工业）、迪玛拉勿工业园（混合、轻工业和中型工业）和沙玛再也自由工业区（高科技、计算机和电子工业）。 工业区规划旨在促进古晋市的商业和工业活动，使其成为东马及BIMP-EAGA（汶莱-印度尼西亚-马来西亚-菲律宾东盟东部增长区）的主要经济增长地区。 另外，其他的工业区还包括民达华工业区、摩拉达万工业区以及福胜利VIP工业园等。 

### 会展业

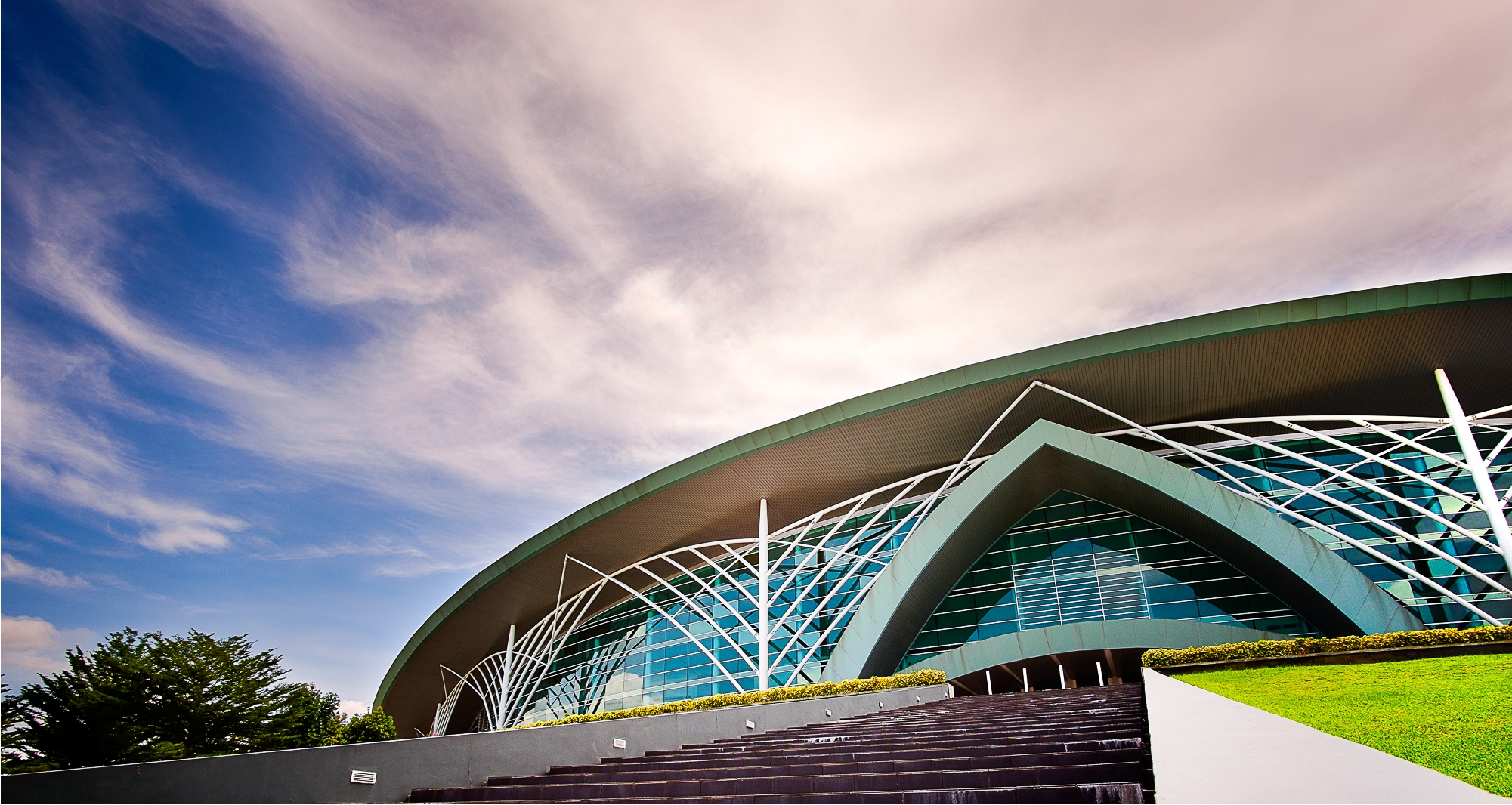
古晋婆罗洲会展中心

举办国家、区域和国际会议、代表大会和贸易展览会，是古晋经济的另一支柱，且主要举办地点为古晋婆罗洲会展中心，例如:（2010）马来西亚全球商业论坛（MGBF）、（2011）Tomorrow’s Leaders Summit、（2013）国际世界水电大会、（2014）东盟旅游论坛、（2014）亚洲航线发展大会与亚洲清洁空气第十届改善空气质量会议 (BAQ 2018) 会议。此外，古晋被选为举办两年一次的东盟国际电影节颁奖典礼 （AFFIFA）常设东道主。由于砂拉越注重绿色能源与数字经济的发展，古晋承办如2024年亚太绿色氢能会议暨展览会（APGH 2024）、2024年砂国际数字经济大会、2025年氢能经济论坛（H2EF 2025）与2025亚洲碳论坛大会（ACC 2025）。亚太绿色氢能会议暨展览会（APGH）也再次把古晋作为2026年的主办地点。 为了把古晋打造成会议枢纽，婆罗洲会展中心现以国际标准来进行扩建，届时可接纳大约1万5000名访客。 另外，婆罗洲会展中心的扩展也是应对2028年将举行的国际水资源协会世界水资源大会和展览会（IWA WWCE）。

### 绿色经济
绿色经济近期成为古晋经济发展的新焦点。实仁甲拥有全球最大微藻生产设施，透过微藻捕集二氧化碳将会带动永续航空燃料、动物饲料、医疗产品等潜在产品的研究与开发，并创造巨大经济价值。微藻项目始于2020年，由日本千岁集团（CHITOSE）、砂能源公司（Sarawak Energy）、砂生物多元化中心（Sarawak Biodiversity Center）主导落实，并获得新能源与工业技术发展组织（NEDO）全力资助，与日本经济、贸易及贸业部共同管理。 除了实仁甲，微藻项目也在迪玛拉勿落实，并由砂经济发展局（SEDC）子公司——SEDC能源公司与国油公司进行。 2024年，砂拉越政府奠定古晋为低碳枢纽和天然气枢纽。而古晋低碳枢纽（KLCH）将会建立低碳工业园、碳捕集与封存（CCS）基础设施，深海港口等等，并且预计吸引高达2000亿令吉的投资。 2025年，砂拉越石油公司 (PETROS) 与中国江苏国际经济技术合作集团有限公司（CJI）签署战略合作协议，以推进古晋低碳枢纽的进一步建设。 砂拉越已于2024年在民都鲁设立氢气枢纽，但砂政府计划在古晋设立第二个氢气枢纽，以继续进一步推动氢能产业规模化发展和区域领导地位。

### 科技业

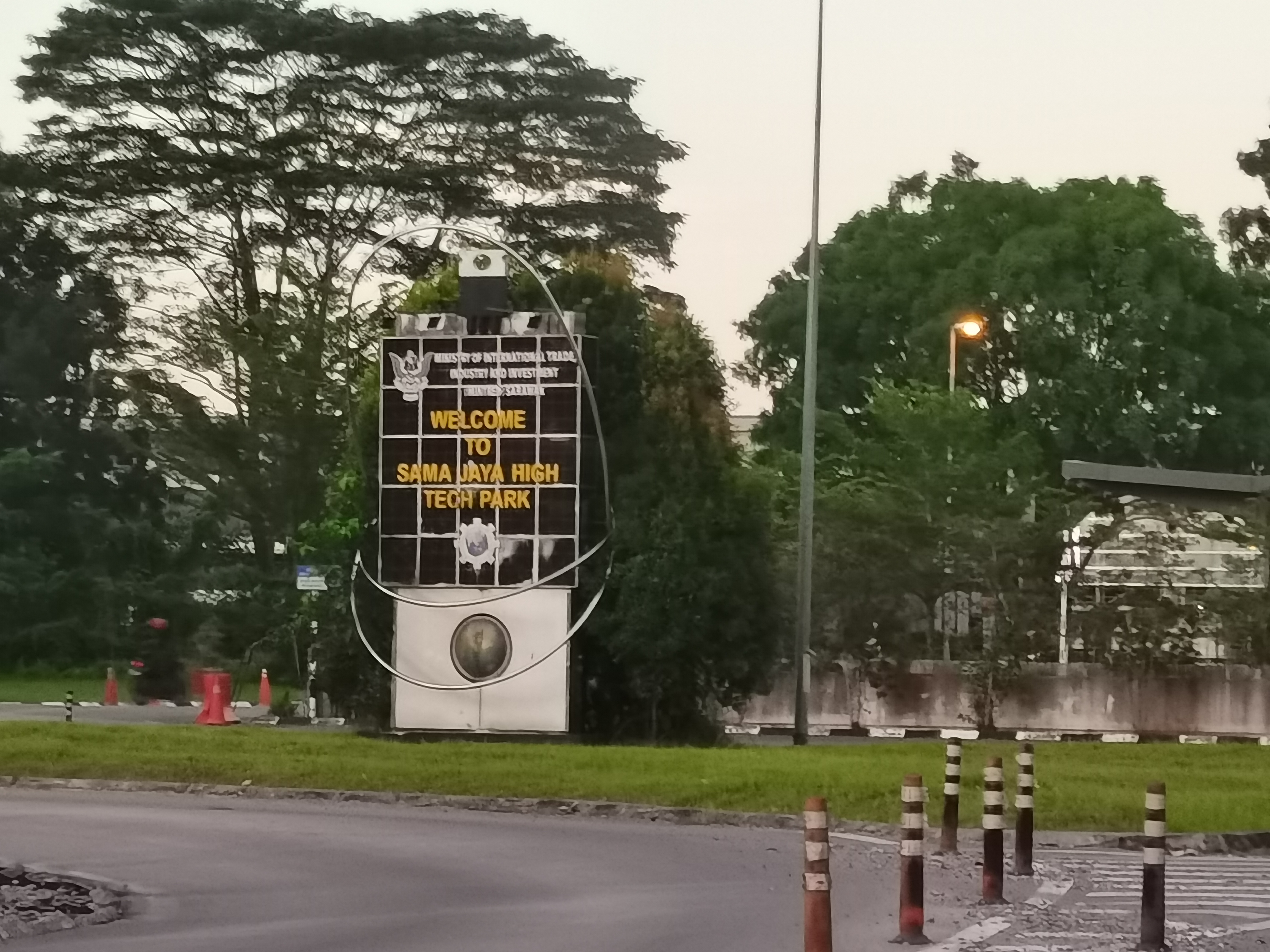
沙玛再也自由工业区前门

古晋的科技业正逐步发展。2022年，Irix公司在山都望建设了一个T4级别的数据中心，是一个高性能数据设施。 另一个在古晋发展中的砂拉越数据中心园（SDCP），则是另一个节能T4级别数据中心。 2024年亿强工程（Zecon）、砂经济发展机构（SDEC）与砂拉越技术卓越中心公司（CENTEXS）合作，耗资9亿令吉并开发哥打柏特拉绿科技园（KPGTP），并具有经济特区（SEZ）地位。 沙玛再也自由工业区的总出口额在2018年达46亿令吉。 而到了2022年总出额取的显著增长至89亿令吉，主要来自于在沙玛再也自由工业区的企业如太阳诱电、X-FAB半导体、隆基（LONGi）、Western Digital与韩国乐天（Lotte EM）等。 比利时半导体公司（Melexis）也在沙玛再也自由工业区设立晶圆测试基地，并且持续扩大在古晋的业务。 在古晋也拥有许多信息技术（IT）公司，如SAINS、Pay&Go等等。

## 交通

### 陆路

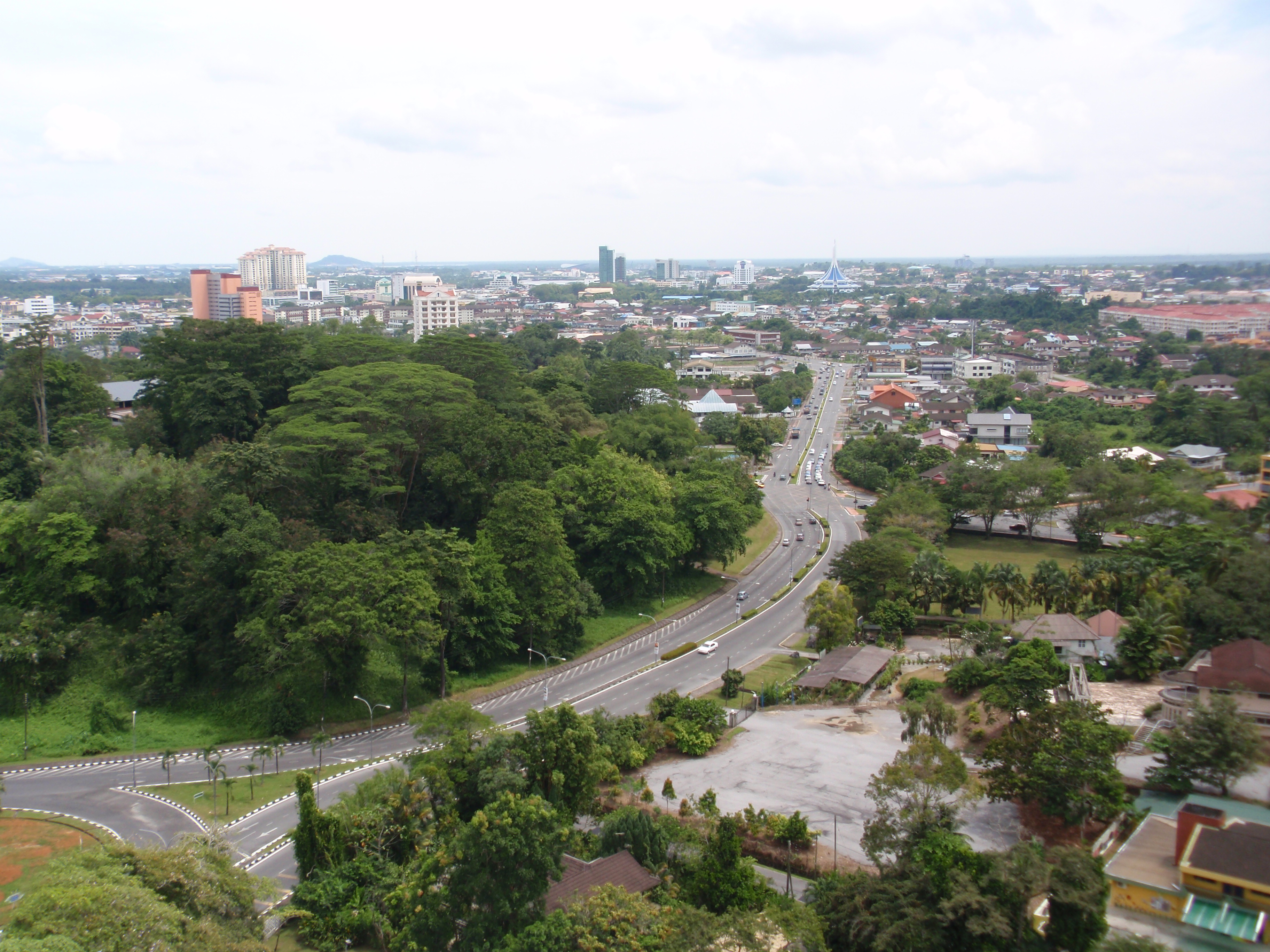
市区内的道路

古晉的道路、大道和高速公路是由两个地方政府，古晋北市市政局和古晋南市市政局，或砂拉越公共工程局负责监督。
古晋道路大多数为双向车道，分为州级公路和联邦公路，并且衔接至砂拉越其他主要城市与城镇。市区内拥有不少交通圈，以缓解交通阻塞，但随着车流量的不断增加，红绿灯已逐渐取代交通圈。为了更进一步有效的减少交通阻塞，有关当局积极地在古晋市区内外落实智能红绿灯系统。 截至2024年，古晋已有147个智能红绿灯。主要的公路包括：
- 晋连路
- 古晋绕道
- 古晋–三马拉汉高速公路
- 敦沙拉胡丁大桥
- 马当公路

### 水路

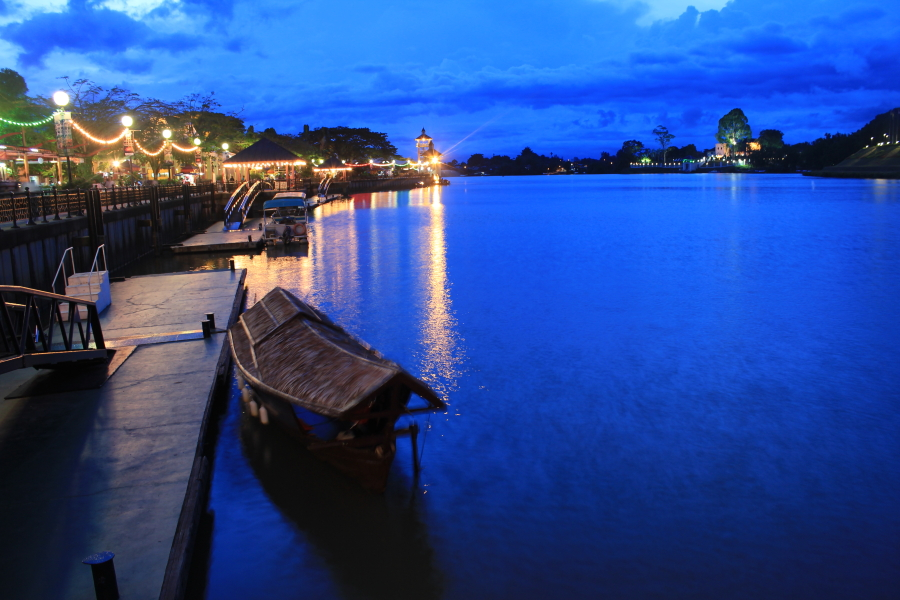
舢板，城市的主要水路交通

古晋也通过水路交通来衔接至其他地方。在市中心的砂拉越河岸，舢板是甘榜村民来往河岸与市区的一个主要交通工具。 坐落在城市西边，古晋朋岭区的沈庆鸿码头亦提供快船服务以让乘客前往更远的城市例如诗巫与民都鲁。

### 空路

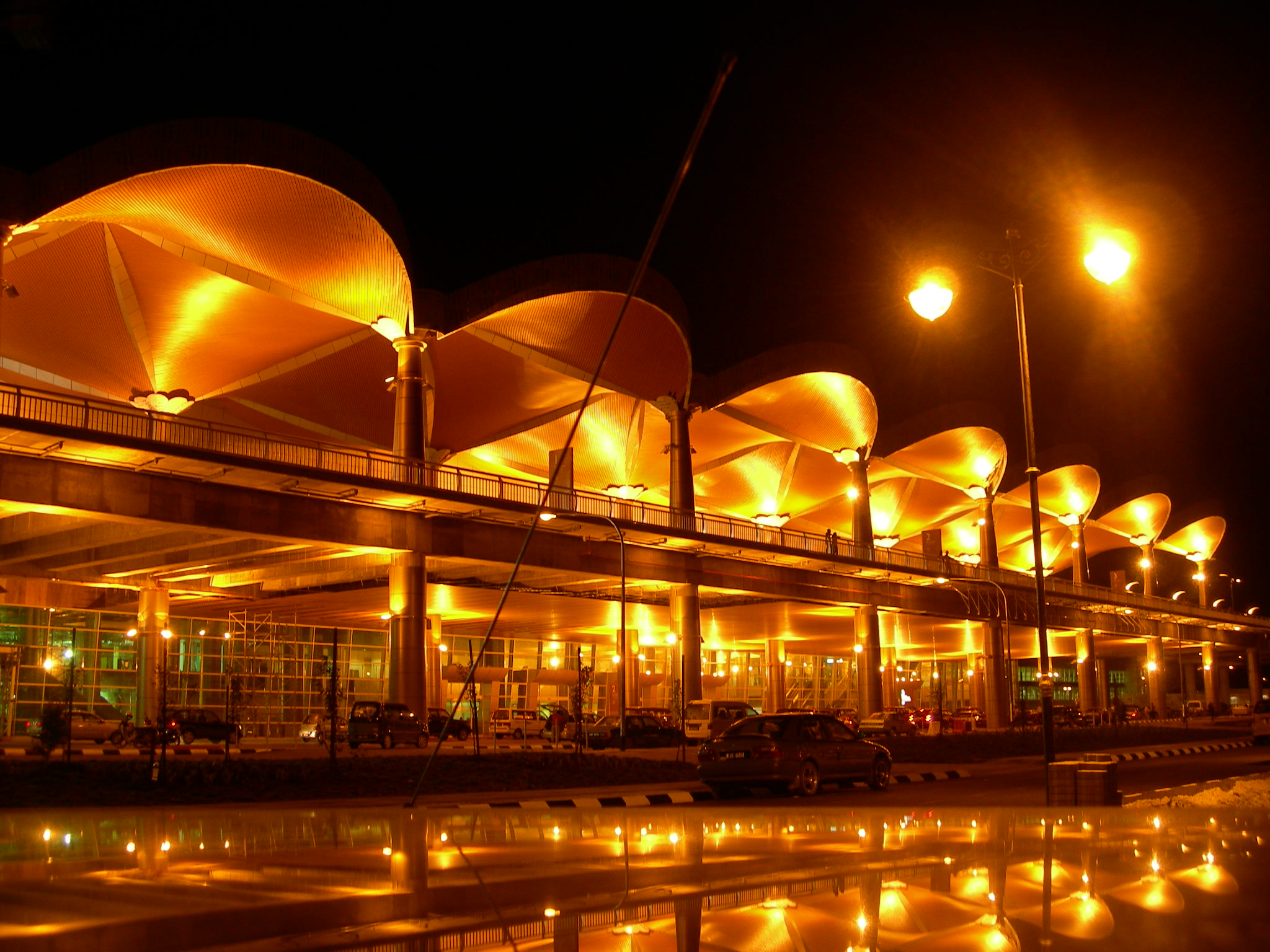
夜晚的古晋国际机场

古晋国际机场 (KCH) (国际民航组织机场代码：WBGG) 是航空旅客抵达古晋的主要门户。机场的兴建历史可追溯至1948年，直至今日机场依然还再不断的提升。 古晋国际机场搭客大厦自2013年起就位列马来西亚的第四繁忙机场 ，而2023年机场更是超出原先设定的500万人次客容量，达533万左右人次，即106.6%。自2009开始，机场由于旅客人数和航空客运量的迅速成长，以致于古晋国际机场成为马来西亚国际航空和亚洲航空的第二枢纽，马航飞翼航空的第三枢纽。马航飞翼航空以提供东马的内陆航线运营为主。

### 交通服务
德士（计程车）

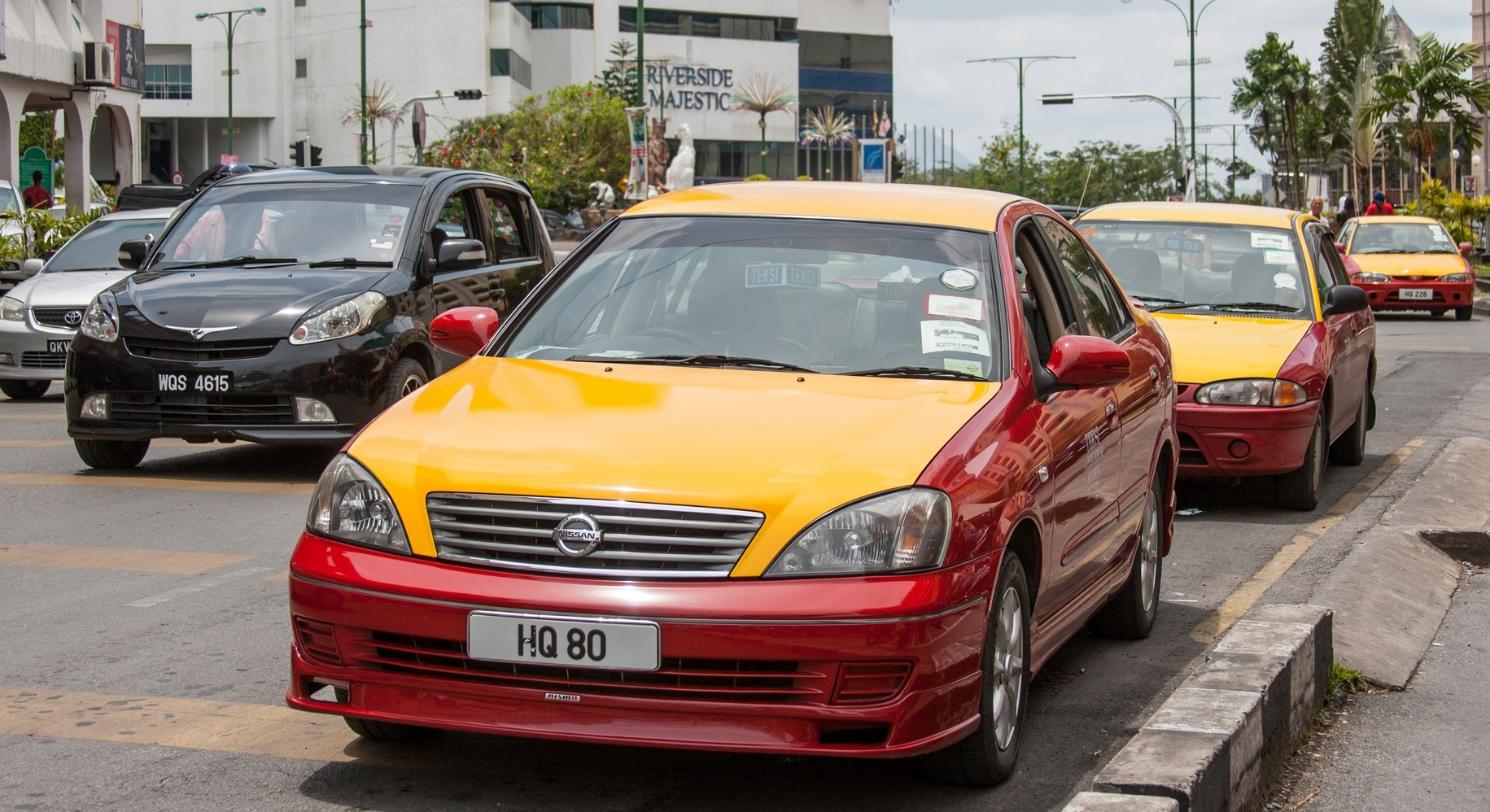
车身以红色和黄色为主的德士

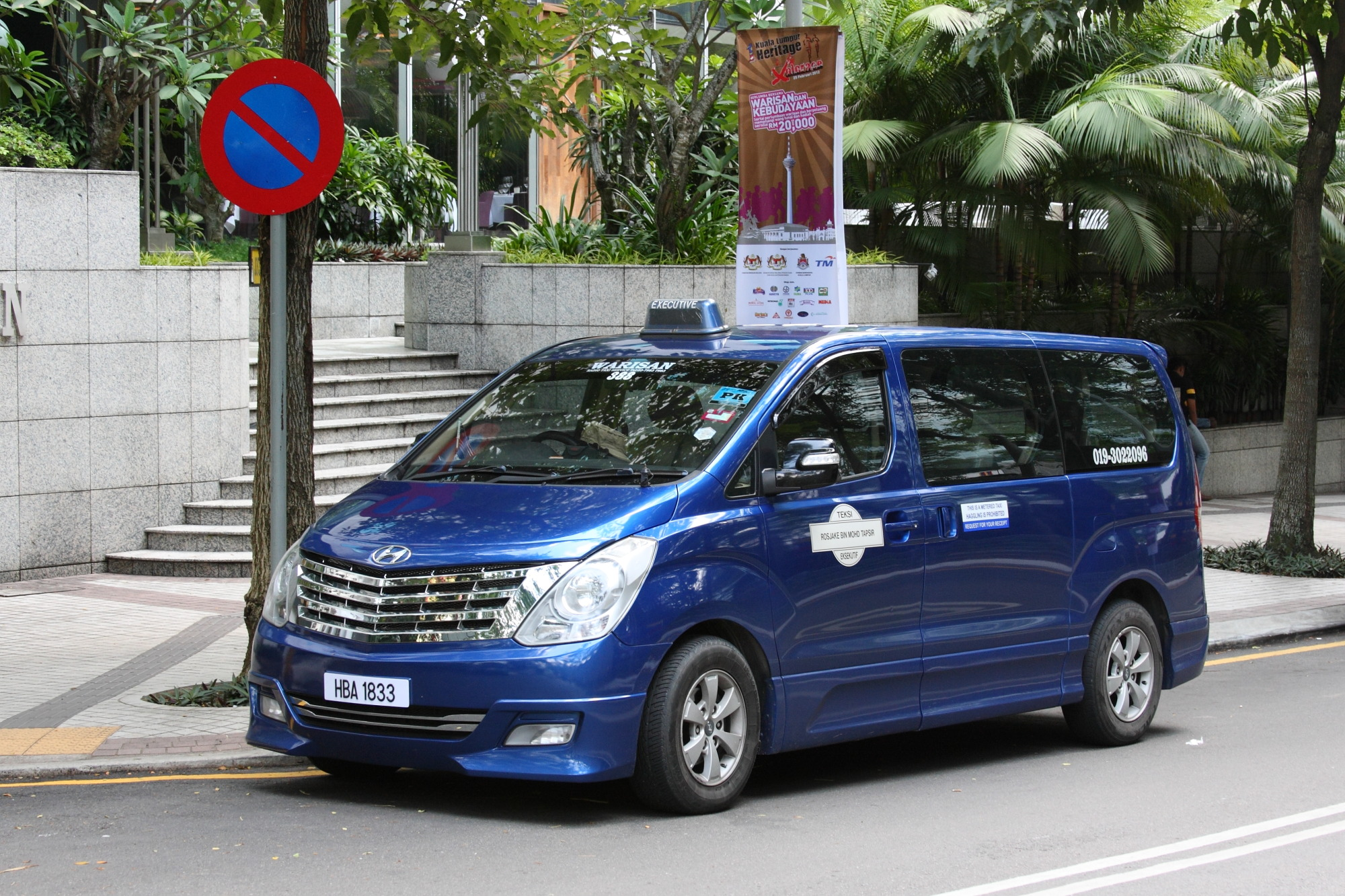
深蓝色车身的德士

市区内的德士大致上分为两种。第一种为廉价德士，车身主要以红色与黄色为主。第二种则是豪华德士，车型较大，较为舒适，而车身是以整个深蓝色为主。德士的车牌通常都是以‘H’字母为开头。
电召车
电召车服务的出现为人们的出行提供了便利。在古晋的电召车服务目前有三个平台：Grab, Maxim 与亚航电召车。
车辆出租与包车服务
车辆出租与包车服务是游客和访客在古晋自驾游的不二选择。航空旅客可在抵达古晋国际机场之后到提供车辆出租与包车服务的柜台处询问。

### 公共交通
古晋中环车站 (Kuching Sentral) 位于古晋六哩拿督阿玛加隆宁甘路 (Jalan Datuk Amar Kalong Ningkan) 、朋尼逊路 (Jalan Penrissen) 与机场路 (Jalan Lapangan Terbang) 的交界处。古晋中环车站于2012年正式运作，从市中心驱车只需20分钟车程，或从古晋国际机场出发车程为5分钟。 车站作为起点站，并提供长途巴士旅行至中砂地区，例如泗里街、诗巫、民都鲁与沐胶等，和北砂地区例如美里。除了在砂拉越境内，长途巴士旅程也跨越至国外如印尼坤甸与山口洋。 古晋和山口洋的两地直通还有待联邦政府批准，因此乘客会在古晋至比亚瓦关卡 (Biawak) 后跨境至印尼阿鲁克关卡 (Aruk) 并转换巴士至山口洋。
老巴刹总站 (Saujana Parking and Bus Stop) 位于古晋汉阳街 (Jalan Khoo Hun Yeang) 一带。由于总站坐落于市中心，因此乘客可搭乘这里的巴士前往古晋的其他地方，例如马当、石角、石隆门与新生村等等。
快车
| 营运线路                                 | 非正式中文译名                    | 经营公司 |
| ---------------------------------------- | --------------------------------- | --- |
| Kuching-Serian-Sarikei-Sibu-Bintulu-Miri | 古晋-西连-泗里街-诗巫-民都鲁-美里 | 新星快车(Bintang Jaya Express)、MTC快车、新弘巴士(Sungai Merah)、砂拉越东方快车(EVA Express)、东马快车(BusAsia)、砂拉越飞侠快车(Freesia Express) |
| Kuching-Sri Aman                         | 古晋-斯里阿曼                     | 东马快车 |
| Kuching-Mukah                            | 古晋-沐胶                         | 东马快车 |
| Kuching-Kanowit                          | 古晋-加拿逸                       | 东马快车 |
| Kuching-Kapit                            | 古晋-加帛                         | 东马快车 |
| Kuching-Song                             | 古晋-桑                           | 东马快车 |
| Kuching-Pontianak                        | 古晋-坤甸                         | 东马快车, DAMRI |
| Kuching-Singkawang                       | 古晋-山口洋                       | 古晋-比亚瓦关卡 (东方快车)，阿鲁克关卡-山口洋 (DAMRI)                                                                                            |

本地巴士
| 线路编号 | 营运线路                             | 非正式中文译名                  | 经营公司               |
| -------- | ------------------------------------ | ------------------------------- | ---------------------- |
| 1        | Kuching-Bako                         | 古晋-峇哥                       | 东马快车               |
| 2        | Kuching-Bau                          | 古晋-石隆门                     | Bau Transport Co.      |
| 3AC      | Kuching-Serian                       | 古晋-西连                       | 东马快车               |
| 6A       | Kuching-Muara Tebas                  | 古晋-青山岩                     | 东马快车               |
| 10A      | Kuching-Summer Mall (Kota Samarahan) | 古晋-夏日广场 (哥打三马拉汉)    | 东马快车               |
| B2       | Saujana-Bau                          | 老巴刹总站 (少惹拿)-石隆门      | City Public Link (CPL) |
| K3       | Serian-Kuching                       | 西连-古晋                       | CPL                    |
| K5       | Kuching-Bandar Baru Samariang        | 古晋-三马连                     | CPL                    |
| K6       | Kuching-Semenggoh/ Lundu             | 古晋-实蒙古/ 伦乐               | CPL                    |
| K7       | Kuching-Malihah                      | 古晋-玛丽哈                     | CPL                    |
| K8       | Kuching-Stutong Baru                 | 古晋-八点地                     | CPL                    |
| K10      | Kuching-Asajaya                      | 古晋-雅沙再也                   | CPL                    |
| K11      | Saujana-King Centre                  | 老巴刹总站-King Centre          | CPL                    |
| K18      | Saujana-MJC/ Desa Wira               | 老巴刹总站-石角新市镇/ 德莎威拉 | CPL                    |
| K21      | Saujana-Politeknik                   | 老巴刹总站-马当技术学院         | CPL                    |
| S12      | Siburan-Saujana                      | 新生村-老巴刹总站               | CPL                    |

### 绿色能源公共交通
砂拉越的公共交通网络正积极进行脱碳举措与改革。电动巴士与氢动巴士已在古晋市内运行，并在特定营运路线为乘客提供载客服务。另外，古晋城市交通系统 (Kuching Urban Transportation System) 的实施不仅将来为晋汉连省的居民提供出行便利，刺激地方经济，也是为城市脱碳进行努力。古晋城市交通系统则是通过氢能源智能轨道快运系统 (ART) 来落实。氢动巴士和氢能智轨的使用使得古晋成为东南亚第一个使用氢气作为公共交通提供能源的地方。
电动巴士
古晋电动巴士服务在2019年开始试跑，于2021年正式启用，并由4辆电动巴士负责载送乘客。 巴士会途经古晋多处地方，如古晋大白猫雕像、达鲁哈纳黄金桥、古晋河滨公园、马中友谊公园、Vivacity Megamall、古晋国际机场、古晋中环车站等等。
| 线路编号 | 营运线路                                                           | 非正式中文译名                            | 经营公司      |
| -------- | ------------------------------------------------------------------ | ----------------------------------------- | ------------- |
| 103      | Sarawak State Legislative Assembly (DUN)-Semenggoh Wildlife Centre | 砂拉越立法议会大厦-实蒙古野生动物护育中心 | Kuching Metro |

氢动巴士
古晋氢动巴士服务于2020年试跑。 由中国制造的三辆氢动巴士在古晋为乘客提供服务，在2022年间累积行驶了5万8千公里。 目前氢动巴士为乘客提供另外一个选项来前往古晋的各个景点地区。
| 线路编号 | 营运线路               | 非正式中文译名 | 经营公司                       |
| -------- | ---------------------- | -------------- | ------------------------------ |
| 101      | Downtown Heritage Loop | 市中心遗产圈   | 砂拉越地铁公司 (Sarawak Metro) |
| 101      | Damai Loop             | 达迈圈         | 砂拉越地铁公司 (Sarawak Metro) |

氢能源智能轨道快运系统 (ART)
为了减少古晋交通阻塞，砂拉越政府原先预计2019年落实轻快铁服务，而建设计划将耗资110亿令吉。 兴建轻快铁需要大量基础设施，而建设成本高昂，相较之下，智轨列车成本更低、更灵活且更具持续性，因此砂拉越政府决定以智轨列车取代轻快铁。 由中车洙洲电力机车研究所 (CRRC) 制造的智轨列车原型车在中国完成第一阶段概念验证 (POC) 演习后，2023年7月底便运抵古晋，并于9月至11月期间在古晋进行第二阶段POC演习。 即POC演习之后，2024年底，中车株洲所正式向古晋交付两辆智轨列车的第一辆。

## 旅遊
古晋旅游涵盖范围辽阔，除了到市区内的标志性建筑或景点打卡，也可以到展示文化与文物的文化村和博物馆了解古晋乃至婆罗洲的历史发展。此外，市区外的自然旅游景点、国家公园与沙滩，供人们在闲暇之余能体验大自然的美景。古晋是众多国际性活动与论坛的举办目的地，并且政府与社区所置办的常年旅游项目、节庆与文化活动使得旅客与本地人都能体会到古晋作为“团结城市”的魅力。砂拉越政府有意让砂拉越成为区域内举办大型活动与大型演唱会的首选补办地点，并计划提升基础设施。因此，古晋近年也开始成为承办大型演唱会的目的地。

### 常年活动
古晋有几项知名活动会在每一年的固定大致时间段进行。
| 活动                                                         | 大致时间      | 2025活动举办时间        | 地点                                 |
| ------------------------------------------------------------ | ------------- | ----------------------- | ------------------------------------ |
| 婆罗洲妈祖文化节                                             | 4月间         | 18/04/2025- 20/04/2025  | 毕打拿市场泊车场                     |
| 碧湖嘉年华 (Pesta Tasik Biru)                                | 5月间         | 15/05/2025- 25/05/2025  | 石隆门碧湖                           |
| 达雅节大游行 (Gawai Dayak Parade)                            | 6月间         | 21/06/2025              | 古晋河滨公园                         |
| 世界雨林音乐节 (Rainforest World Music Festival)             | 6月末         | 20/06/2025 - 22/06/2025 | 砂拉越文化村                         |
| 古晋美食节 (Kuching Food Festival)                           | 7月末至8月中  | 25/07/2025 - 17/08/2025 | 古晋南市民众会堂                     |
| 砂能源地峡路跑赛 (Sarawak Energy Isthmus Run)                | -             | 10/08/2025              | 古晋依斯慕斯 (Kuching Isthmus)       |
| 森林摇滚音乐节 (Rock in the Jungle, RITJ)                    | 8月末         | 29/08/2025- 30/08/2025  | 砂拉越文化村                         |
| 古晋马拉松 (Kuching Marathon)                                | -             | 21/09/2025              | 古晋独立广场 (Padang Merdeka)        |
| 新尧湾乡村音乐节 (Siniawan Country Music Festival)           | 9月末         | 26/09/2025- 28/09/2025  | 新尧湾河滨公园                       |
| 古晋文化缤纷庆中秋                                           | 中秋节前      | 26/09/2025- 06/10/2025  | 亚答街                               |
| 石角老街中秋美食节                                           | 中秋节前后    | 尚未公布                | 石角老街                             |
| WAK艺术节                                                    | 全10月        | 01/10/2025- 31/10/2025  | 古晋市区                             |
| 婆罗洲Sonic音乐节 (Borneo Sonic Music Festival)              | 10月          | 尚未公布                | 砂拉越体育场                         |
| 砂拉越国际龙舟赛 (Sarawak International Dragon Boat Regatta) | 10月末        | 24/10/2025- 26/10/2025  | 古晋河滨公园                         |
| 古晋河滨公园节 (Kuching Waterfront Festival)                 | 10月末-11月前 | 24/10/2025- 02/11/2025  | 古晋河滨公园                         |
| Otakyun动漫展                                                | 11月前        | 01/11/2025- 02/11/2025  | 古晋剧院酒店 (Theatre Hotel Kuching) |

### 猫型雕像
古晉以貓知名，更有「貓城」之綽號，因「Kuching」的馬來語谐音「Kucing」即是貓之意。。自1988年起，古晉開始在城市鬧區內設立各種貓咪造型的雕塑，以吸引遊客。
大白猫

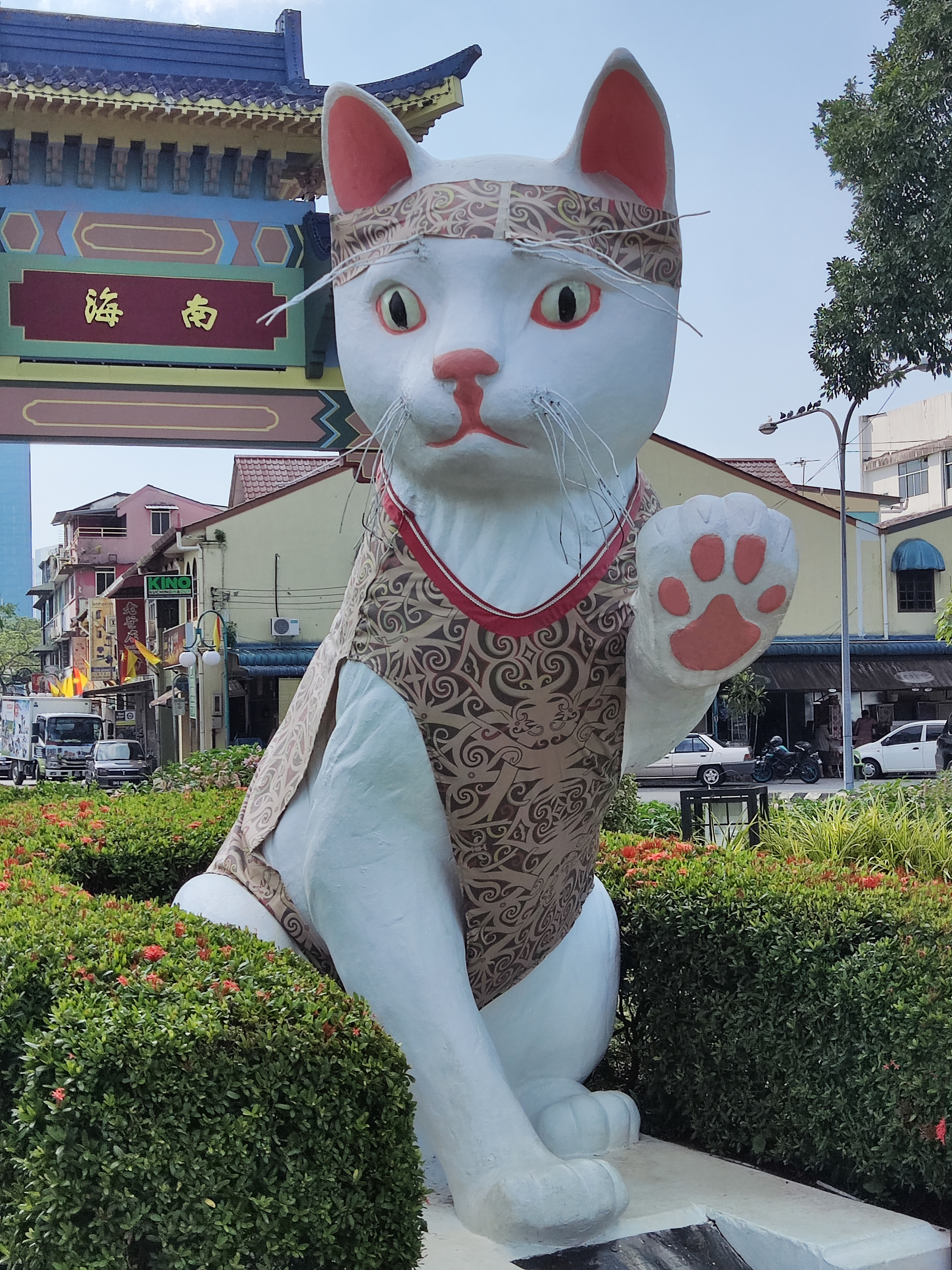
大白猫雕像随着各族的传统节日而换上相应的服饰

浮罗岸街口的大白貓雕像便是古晉著名的地標之一。每逢佳节到来，南市市政局会为其换上对应的佳节服饰，因此吸引了许多游客和访客慕名前来与大白猫合照。
“猫家族” 纪念碑

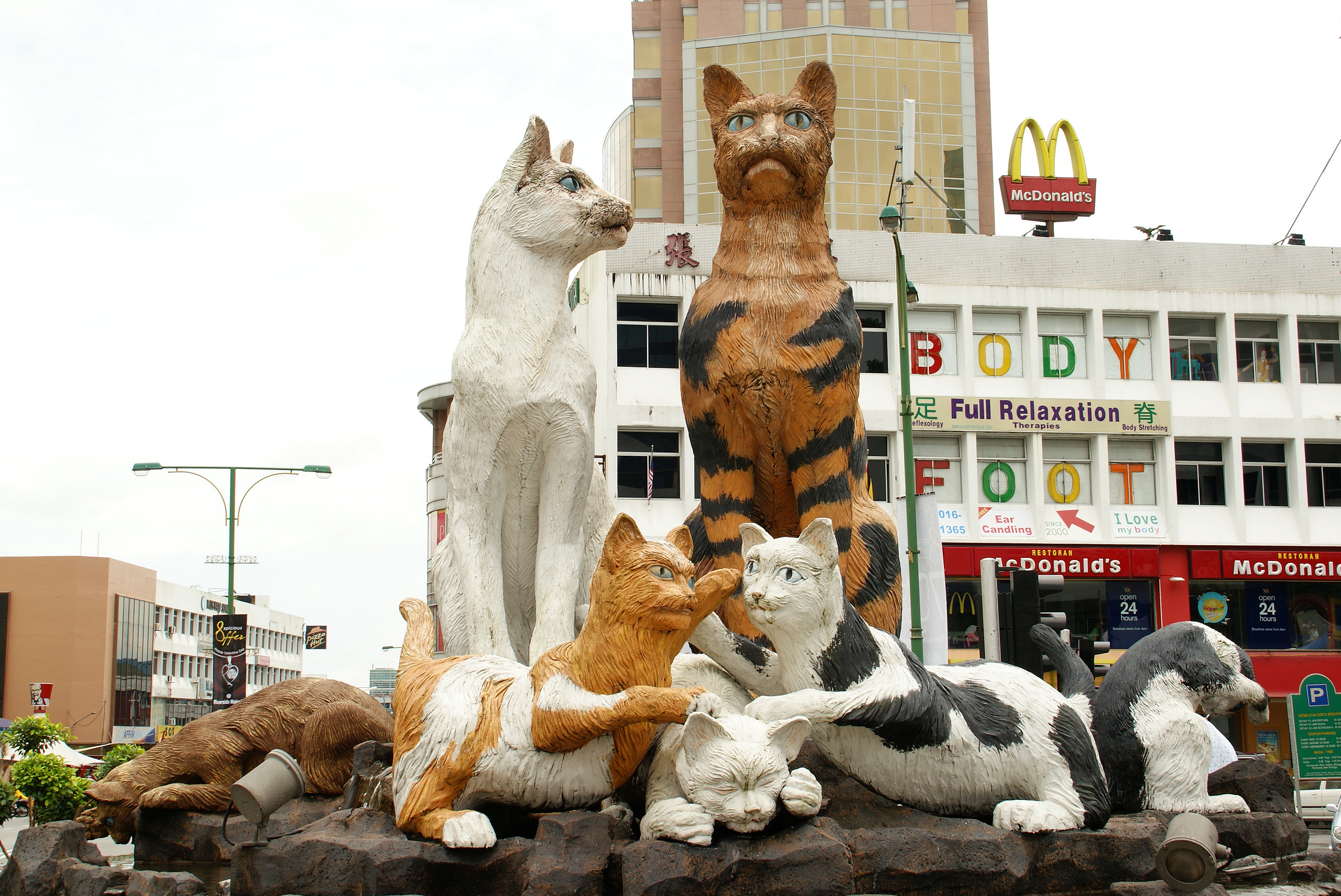
“猫家族”纪念碑

古晋有一“猫家族”纪念碑位于浮罗岸路与东姑阿都拉曼路的交界处。“猫家族”也与大白猫一样是为纪念古晋升格为市所建造的，而纪念碑上的九只猫则代表着当时砂拉越的九个省份和谐的在一起。 现今砂拉越已有十二个省份。
古晋市徽碑柱
古晋市徽碑柱坐落于浮罗岸街的尽头处，碑柱围绕着四只形似招财猫的白猫雕像。这些白猫雕像掏出手爪，仿佛它们与到访的人们打招呼。

### 文物展馆
古晋市区内拥有许多博物馆，例如古晋猫博物馆、婆罗洲文化博物馆、华族历史文物馆等，诉说着古晋市留下的历史事迹，从而使人们认识与珍惜古晋市的历史。

古晋市的文物展馆
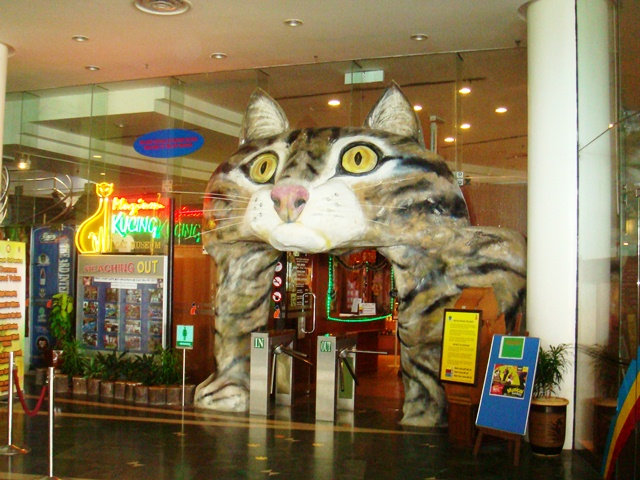
古晉貓博物館的入口
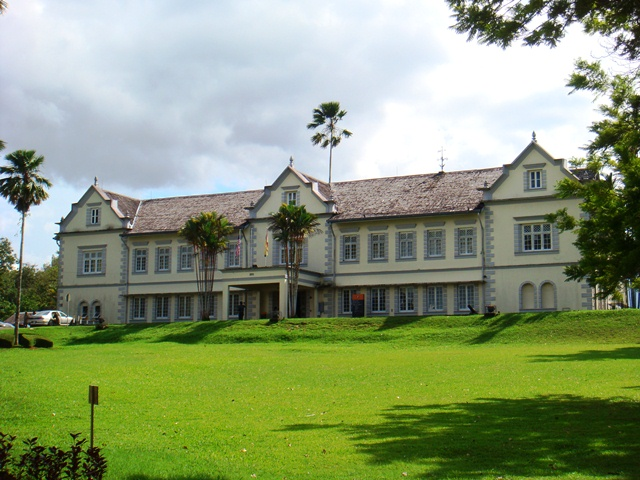
砂拉越博物馆
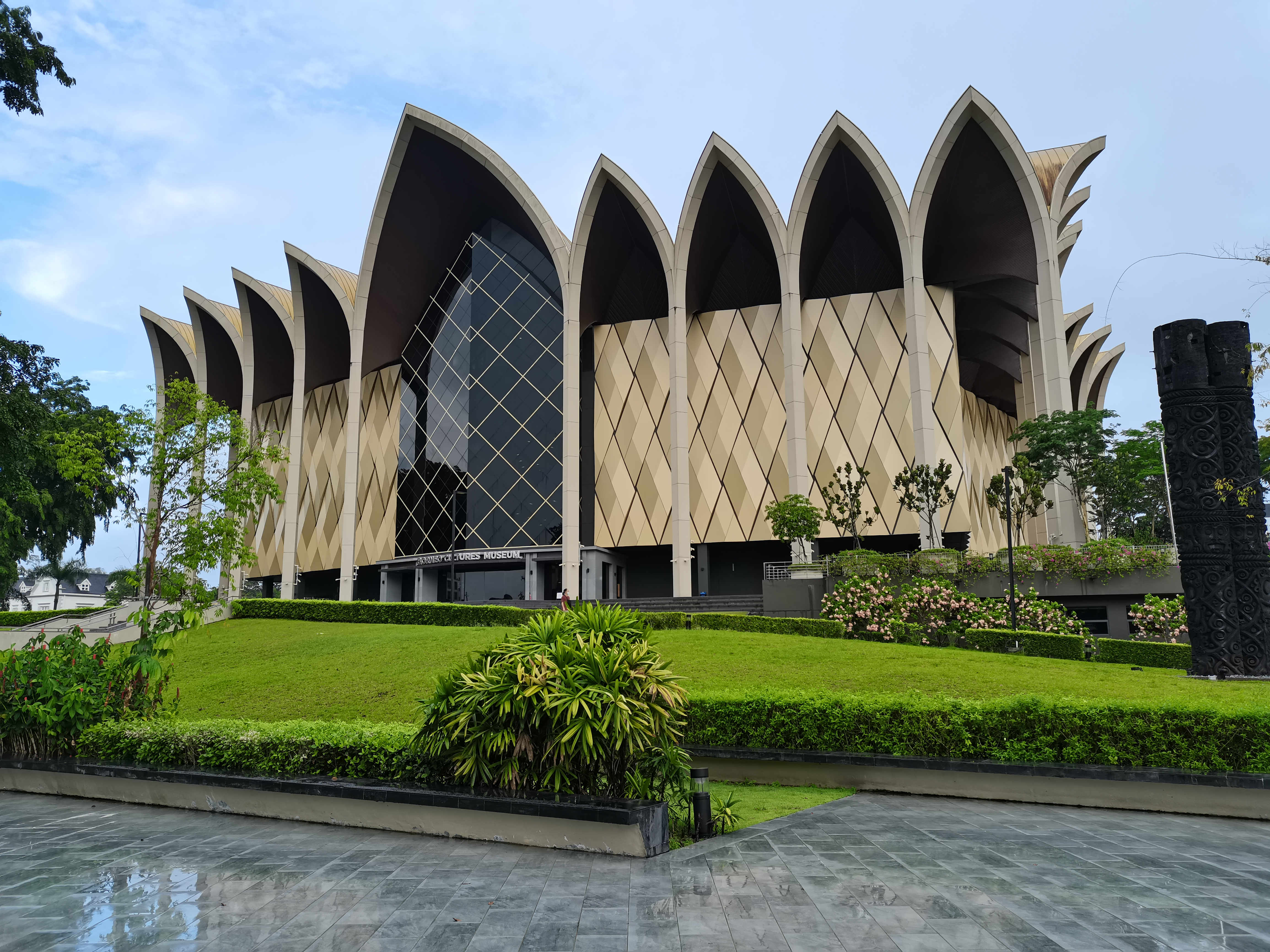
婆罗洲文化博物馆
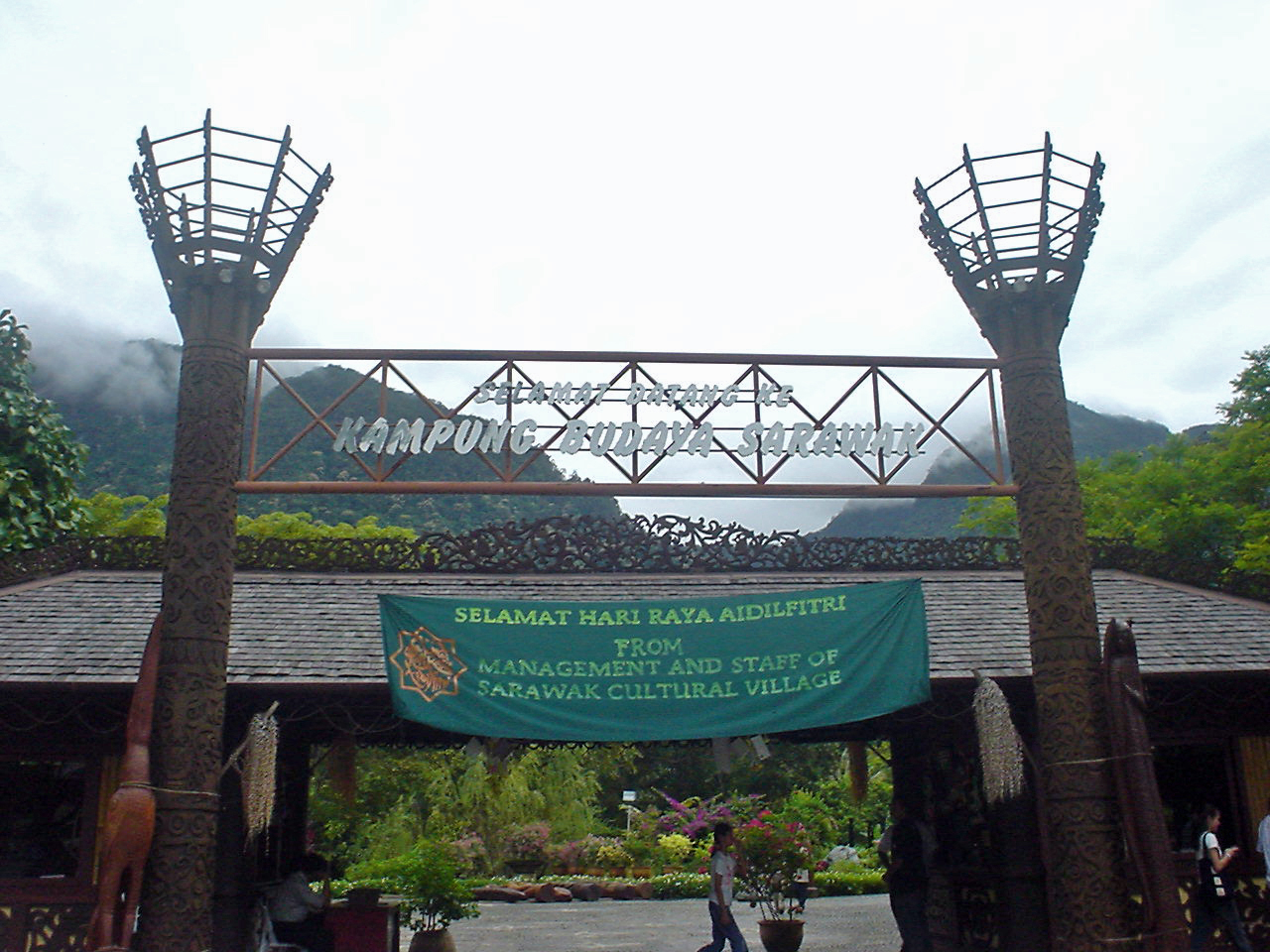
砂拉越文化村入口
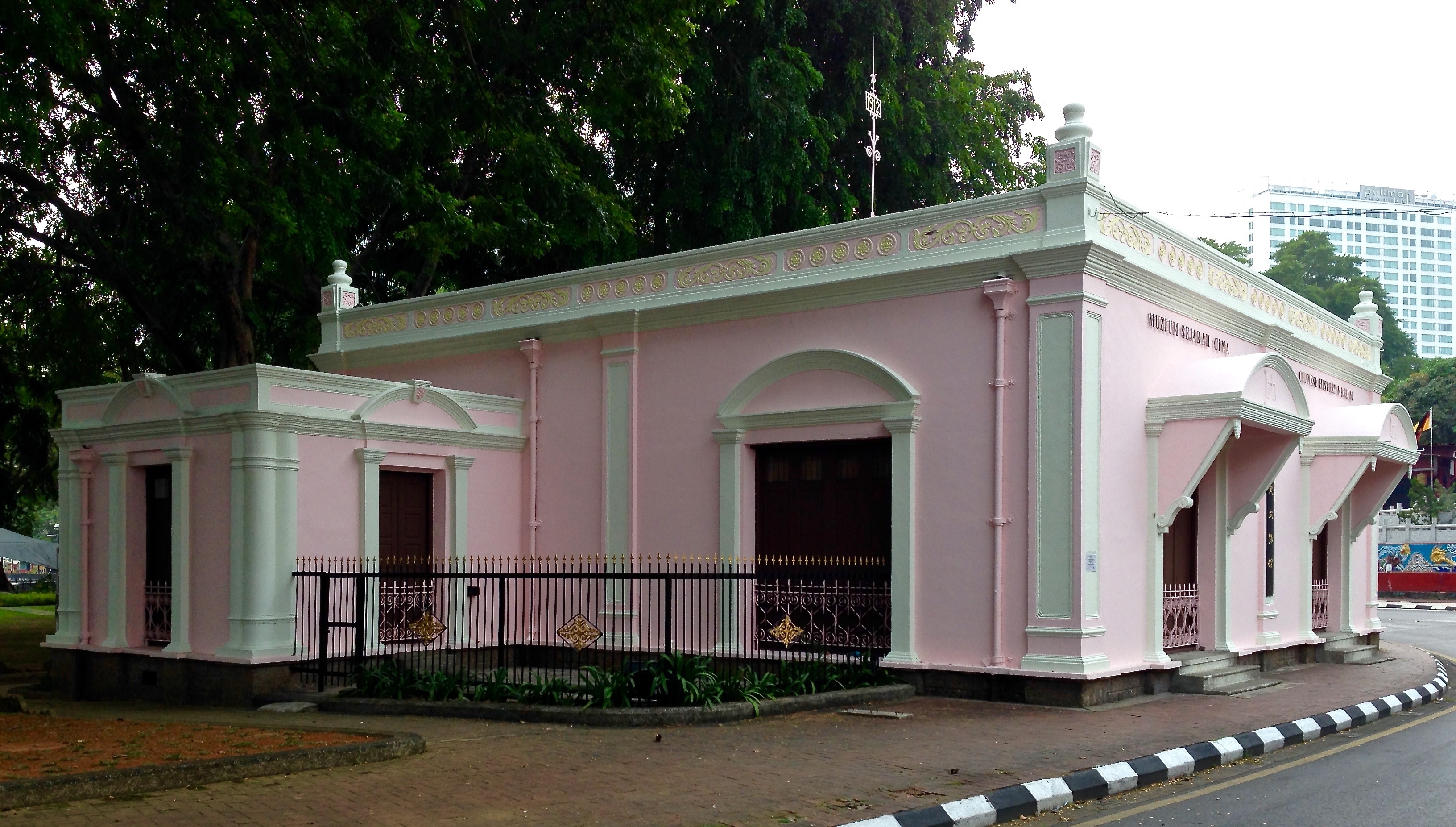
华族历史文物馆

古晉貓博物館
位於古晉北市市政局的古晋猫博物馆更是全球首座貓博物館，收藏了許多和貓有關的歷史文物、產品、資料，包括古埃及的貓木乃伊。每年古晉也會舉辦一次全球性的「貓展」。
砂拉越博物馆
砂拉越博物馆是东南亚拥有最大馆藏的博物馆之一。新馆和旧馆分别坐落在敦哈吉欧平路的两边。旧馆于1891年开业，旧馆的房屋设计拥有诺曼底排屋的风格，别有韵味。收藏了特殊的民俗品，自然与地理历史的展览，以及砂拉越的油业介绍，一楼的传统木雕展览尤为壮观。而新馆用作活动和展览，经由人行桥与旧观相接。在新馆的底楼则有水族馆、植物园以及英雄纪念碑。
婆罗洲文化博物馆
婆罗洲文化博物馆是马来西亚最大，东南亚第二大型博物馆，原先位置为敦拉萨展览馆。博物馆坐落于古晋独立购物广场附近，建竣于2020年中旬，建筑金碧辉煌且融合了传统与现代元素。馆内共有5个楼层，每层都有对应的主题。婆罗洲文化博物馆展示出许多古老文物、婆罗洲原住民部落艺术、布洛克家族与日治时代文物等。另外，配合现代试听和AR技术可让到访的人仿佛身临其境，从而认识婆罗洲的历史。
砂拉越文化村
砂拉越文化村位置在于达迈海滩度假村附近，是马来西亚非常著名的旅游景点之一。文化村犹如生活博物馆，展示出砂拉越民族的生活与文化习俗。村内也展示出砂拉越主要民族且具有文化特色的建筑，如伊班人、比达友人及乌鲁人的长屋；马来人的城镇房屋与华人的早期房屋等。在特定的时间点，访客可到文化村里的歌剧唱去观赏多元种族的舞蹈表演。 砂拉越文化村也是世界雨林音乐节的主办地点，而2024年的音乐节更是迎来了日本传奇艺术家，喜多郎的演出。
华族历史文物馆
华族历史文物馆位于古晋河滨公园，与古晋大伯公庙相对的位置。馆内展示出砂拉越华人发展的历史，比如早期华人移民至砂拉越的路径、华人先贤的开拓与发展史、各华人籍贯的日常对话与现代砂拉越华人领袖的贡献史等。
布洛克船坞海事博物馆
布洛克船坞是在第二任拉惹——查尔斯·布洛克时期所建造的，也是砂拉越当时修船业与航运业的场所，现今则转为海事与航海业历史场所。目前由于该博物馆工程尚未竣工，一旦工程进展完毕，将会对公众开放。

### 休闲景点
古晋也有着著名的标志性景点，比如古晋河滨公园、祖国广场与马中友谊公园等。

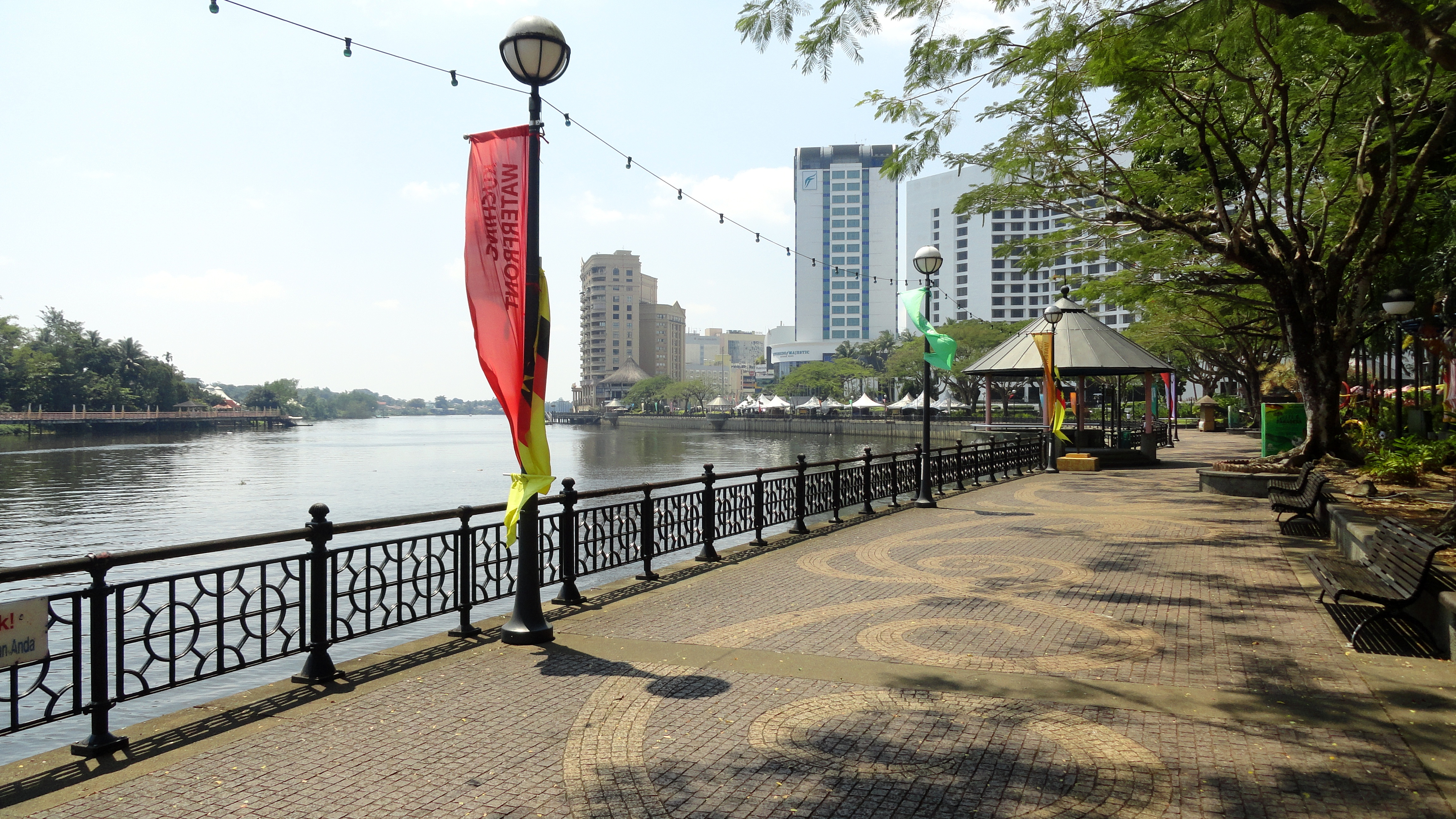
古晋河滨公园
古晋河滨公园位于砂拉越河畔的一个公园广场，可供人们散步与活动边欣赏砂拉越河的美景。河滨公园的对岸是砂拉越立法议会大厦等建筑，可选择通过达鲁哈纳黄金桥步行亦或是乘搭舢板到对岸。每当夜晚时分，人们不仅能欣赏河畔建筑色彩缤纷的荧光，也可在特定时段等待音乐喷泉的演出。古晋河滨公园也是文化活动的举办地点之一，如2024年第39届全国华人文化节和砂拉越政府所举办的官方跨年活动等。此外，砂拉越河日落游船体验也是河滨公园的一大特色。人们除了到公园步行游之余，也可到河岸两边去寻找砂拉越最著名的糕点，砂拉越千层糕 (Kek Lapis Sarawak)。
达鲁哈纳黄金桥

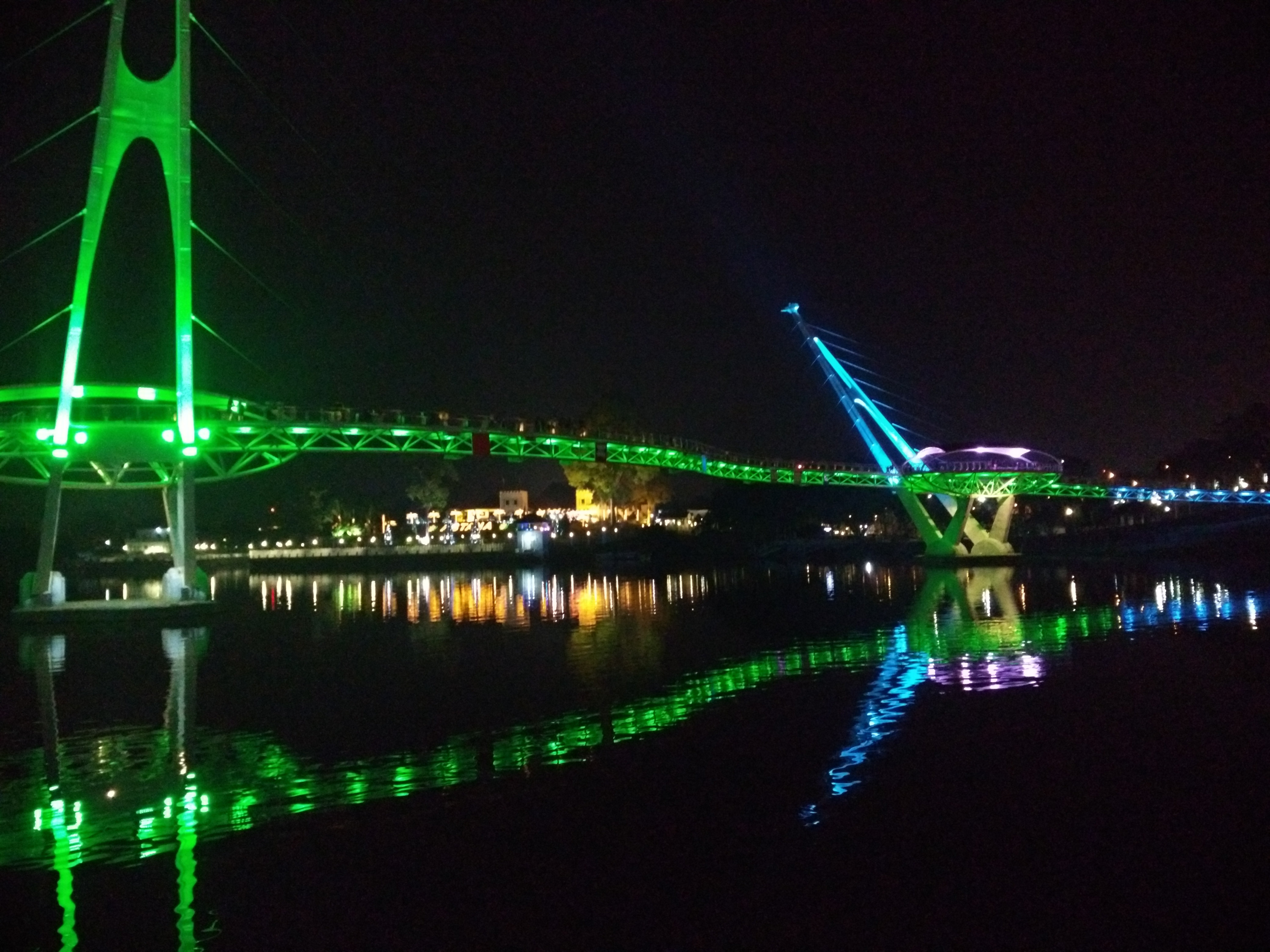
晚上的达鲁哈纳黄金桥

达鲁哈纳黄金桥是建于古晋河滨公园的一座“S”型桥梁。人们可在夕阳西下时到黄金桥，或者是到桥上设置的观景台欣赏砂拉越河畔的美景。黄金桥每到夜晚也会展示五彩缤纷的荧光灯色。
祖国广场与砂拉越祖国旗杆
位于古晋河滨公园对岸的祖国广场 (Dataran Ibu Pertiwi) 是砂拉越祖国旗杆的所在广场。这座被纳入马来西亚记录大全，也即是马来西亚与东南亚最高的砂拉越祖国旗杆是由三大石油公司，即砂石油公司 (PETROS)、大马石油公司 (PETRONAS) 与蚬壳公司 (SHELL)，共同承建。每个月首个星期日为祖国广场所进行的砂拉越旗帜升旗礼，因此人们可到访参观庄严的升旗仪式。
马中友谊公园

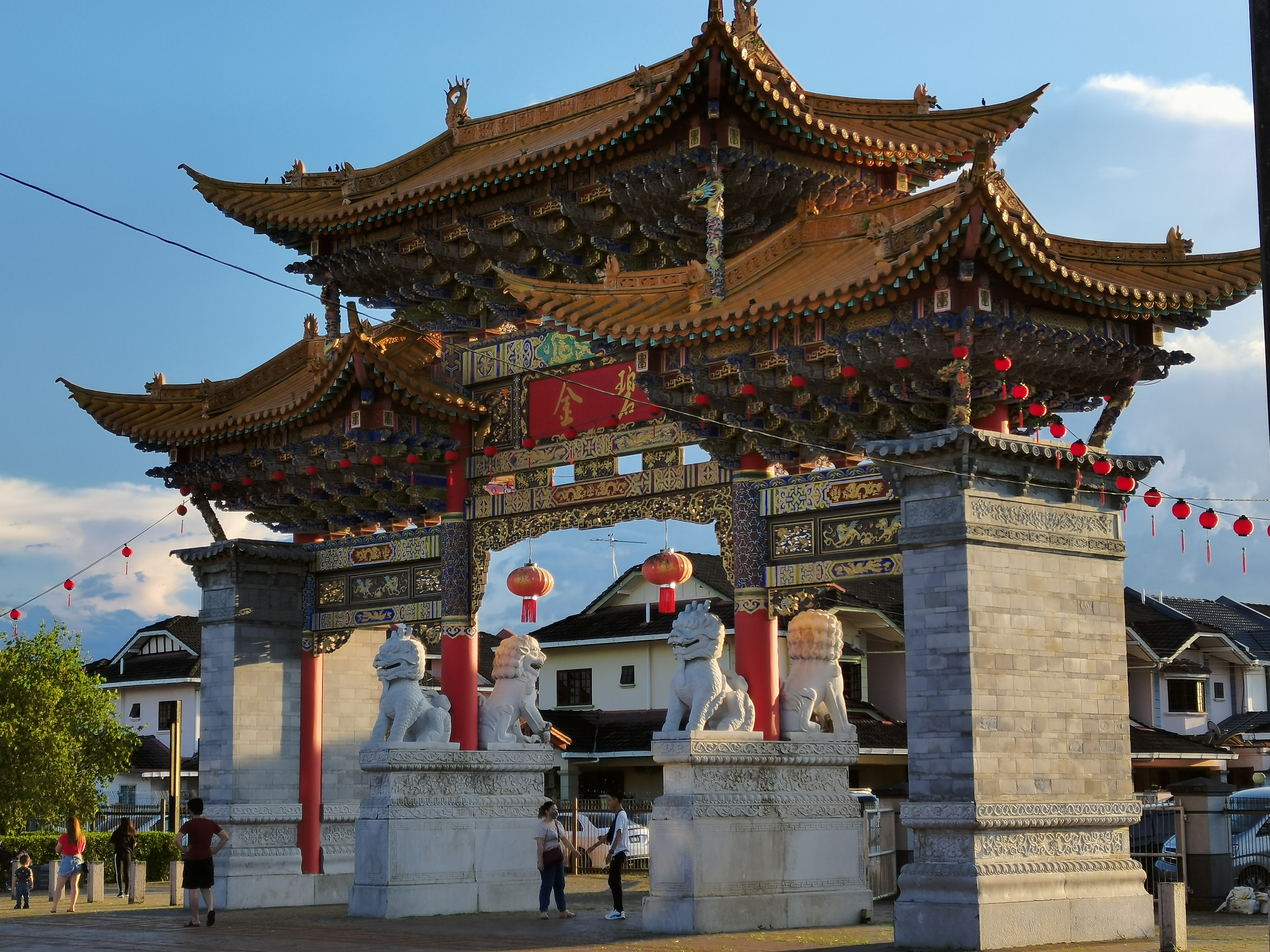
马中友谊公园牌坊

马中友谊公园是于2004年为了纪念马来西亚与中国友谊外交关系三十周年，以及郑和下西洋六百周年，在古晋桑路 (Jalan Song) 附近所建造的休闲公园。公园融合了两国特色，园内设有郑和纪念碑、花园与湖庭，而湖畔处有一建筑，其主楼取名为“常青楼”。 该建筑现今转变成据说是马来西亚或全东南亚最大霸王茶姬分行。 另外，公园内也设有五颜六色的音乐喷泉。
石角河滨公园

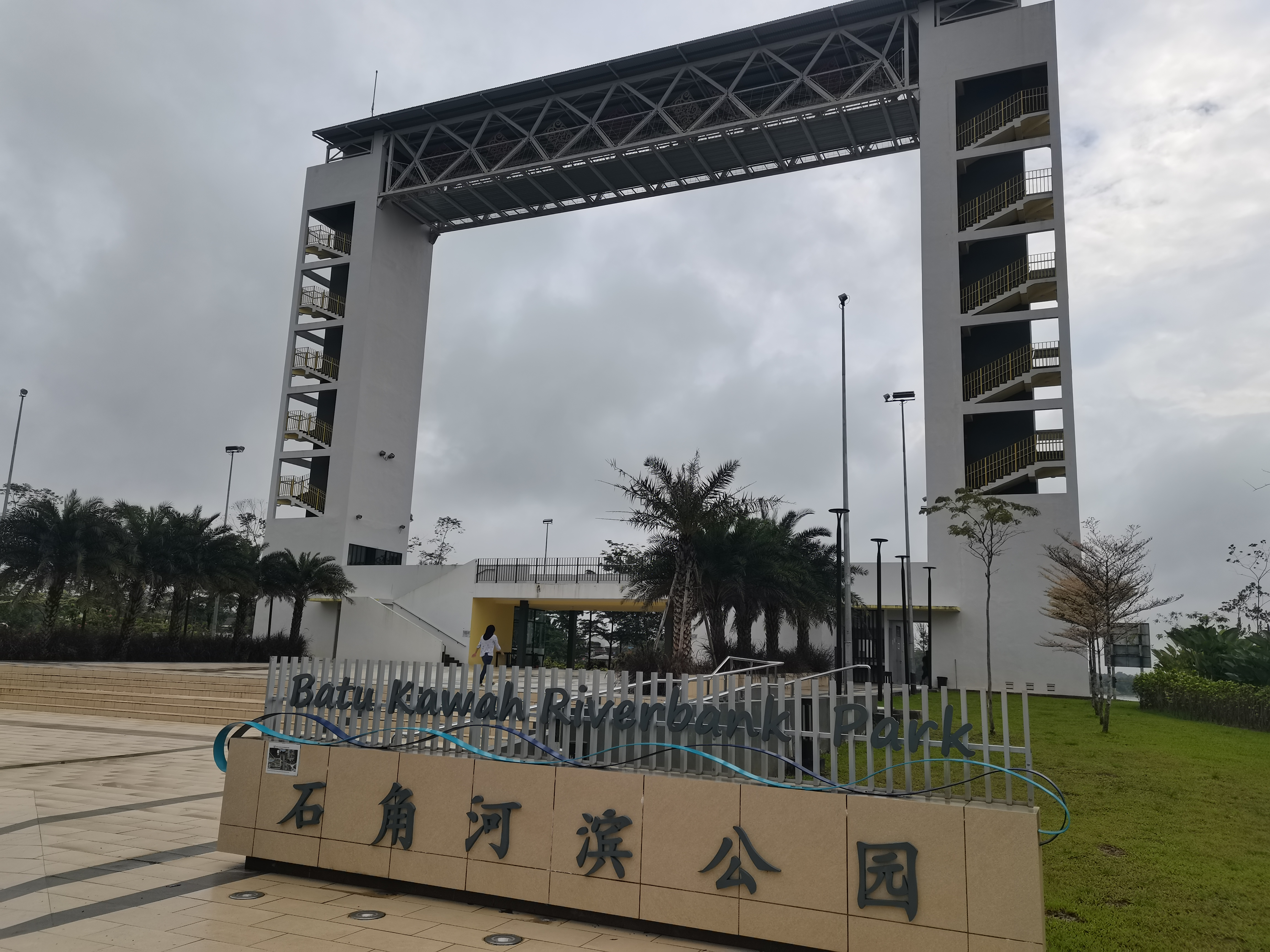
石角河滨公园入口与“天空之窗”

石角河滨公园坐落于古晋石角，于2021年对公众开放。园内设有30米高的“天空之窗”观景台、喜鹊桥、公园及停车场等，是适合一家老小休闲的好去处。
砂拉越圣淘沙主题公园
砂拉越圣淘沙主题公园位于古晋七哩哥打圣淘沙，园内有许多游乐设施，如室内轮滑场、室内射箭场、迷你漂移车、勇敢者游戏 (Jumanji)、Kuso 5D 博物馆、以及室内游戏等等。
安娜莱斯长屋
安娜莱斯长屋位于古晋巴达旺，是古晋最古老的比达友人长屋。游客与访客可到此参观并了解比达友人的生活习俗，同时也可到安娜莱斯温泉泡温泉。

### 历史遗迹
由于古晋从布洛克时代就被定位砂拉越的首府，因此市内也留存着许多历史遗迹，并且这些历史遗迹在砂拉越政府与民间的努力下得以继续保存，比如玛格烈塔堡和旧法院大楼等。
玛格烈塔堡
玛格烈塔堡位于古晋河滨公园的对岸，是由第二任拉惹——查尔斯·布洛克于1829年为抵御入侵古晋的海盗袭击所建造的一座堡垒，而该堡垒是以查尔斯·布洛克的妻子，拉尼·玛格列塔来命名。 早期的玛格烈塔堡会在傍晚时分鸣炮，以此来表示政府部门的下班时间，现如今玛格烈塔堡被重新塑造为布洛克家族文物纪念馆 (Brooke Gallery)，并展示出布洛克家族与布洛克时代的文物。
阿斯塔纳皇宫
阿斯塔纳皇宫是1870年由第二任拉惹——查尔斯·布洛克所建造的，并将其送给他的妻子玛格烈达作为新婚礼物。阿斯塔纳皇宫现作为砂拉越元首官邸，因此皇宫并不对外开放。 但在2023年，砂拉越政府决定将阿斯塔纳皇宫转变为博物馆，原因是该皇宫具有丰富的历史价值，现阶段该转变项目正在进行中。 尽管阿斯塔纳皇宫尚未对外开放，游客与访客皆可至达鲁哈纳黄金桥远处观赏皇宫。
旧法院大楼
古晋旧法院大楼是布洛克时代的政府与司法机构。经过翻修，现内设有店铺和餐厅，以及蕾妮展览厅 (Reena Museum)，并介绍玛格烈达的生平事迹与故事。 法院大楼外则设有为了纪念查尔斯·布洛克对砂拉越的贡献，所建设的查尔斯纪念碑 (Brooke Memorial)。
邮政总局
位于敦阿邦哈志奥本路的邮政总局是一栋具有19世纪欧洲文艺复兴，在第三任拉惹，查尔斯·温纳·布洛克时期所建造的。邮政总局曾被用作警察局。
四方堡
四方堡位于古晋河滨公园的东边，面靠着砂拉越立法议会大厦。布洛克时代原先是一座监狱，后变成行政办公室。如今四方堡则转变成一家西餐厅，名为 Magenta Restaurant。访客用餐之余，也可欣赏古晋河滨公园的美景。
四方楼
四方楼于1907年建造，是当时砂拉越首个采用混凝土所建的建筑物。四方楼建立之初为医院用途，直到日治时代则用作军事宣传中心。2005年，四方楼被整修后则转型为砂拉越纺织博物馆。
圆塔
圆塔位于四方楼附近。圆塔犹如一座圆环状的堡垒，相信起初建立为军事建筑，后成为医疗建筑直至1974年。现今圆塔已转型成为砂拉越手工艺理事会的总部。
古晋救火局
古晋救火局建立与1919年，并从英国引进煤炭发力救火设备，随后由于浮罗岸路的消防局竣工而被拆除，并留下消防塔。现今该建筑已成为古晋家喻户晓的食坊——露天巴刹 (Open Air Market)，而食坊中有许多老字号的档口，售卖着各式各样的美食例如哥罗面、烧米、海南咖喱鸡饭、亚达糖冰淇淋等等。
砂拉越船务公司大厦
砂拉越船务公司大厦 (Sarawak Steamship Building) 位于古晋河滨公园。砂拉越船务公司原先为砂拉越新加坡轮船有限公司。砂拉越船务公司大厦建于1930年，作为公司的办事处和仓库。 

### 生态旅游
古晋虽为大城市，但周边环境生态依然不被城市发展所影响，以致于古晋拥有着许多自然和生态景点，吸引喜爱大自然的访客前去探索。
北市胡姬花园
抵达古晋河滨公园对岸，从阿斯塔纳皇宫步大约5分钟，就可抵达北市胡姬花园。花园内设有苗圃与展示区，园内更是有成千上万株不同种类的胡姬花，如婆罗洲特有品种的胡姬花等。喜爱胡姬花的游客或访客都可到此花园参观，除了星期一为此花园的休息日。
巴达旺猪笼草植物园
猪笼草是受到保护的物种之一，而位于古晋十哩哥打巴达旺的猪笼草植物园是观赏猪笼草的好去处。
杨氏养鳄场

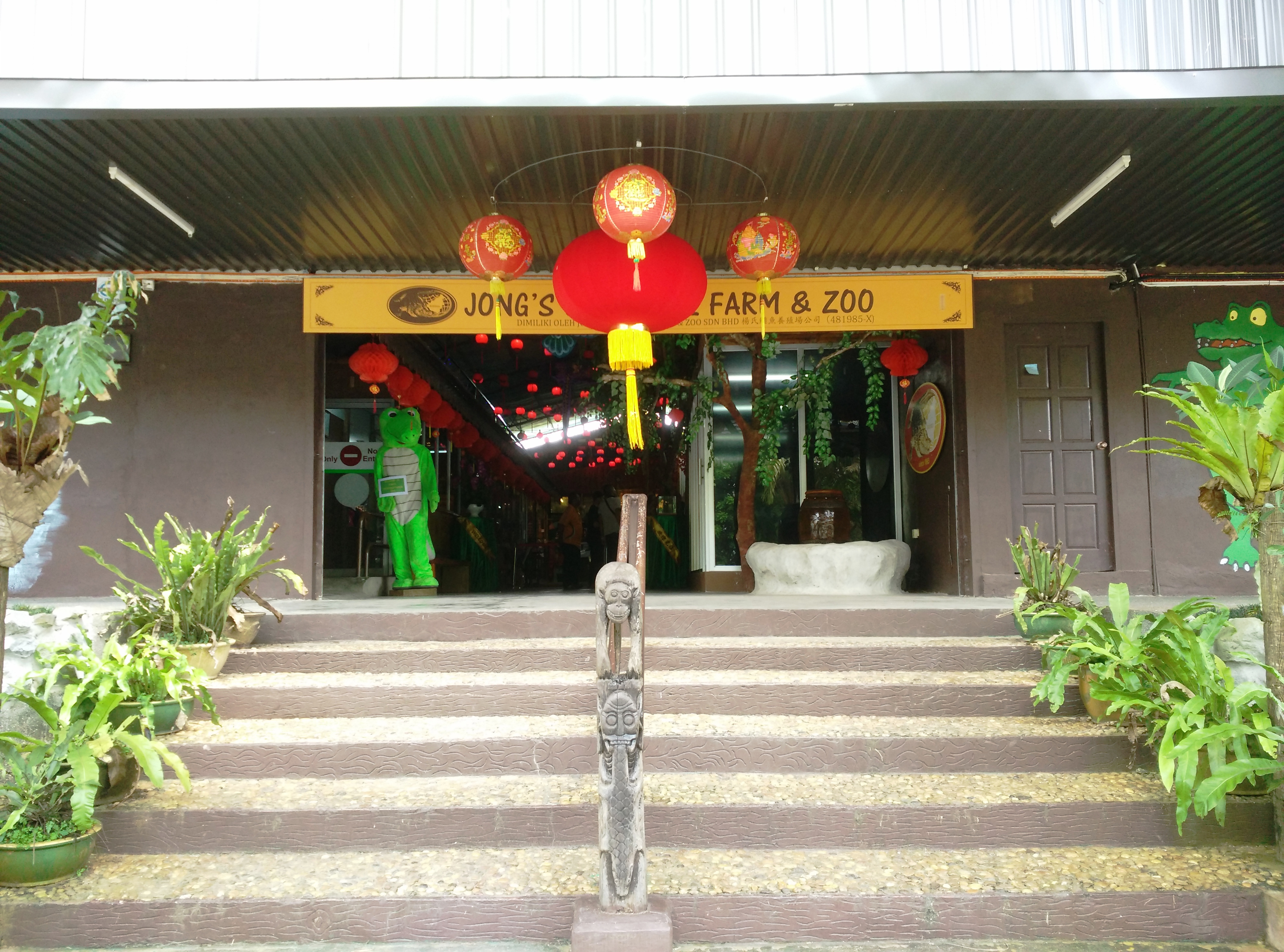
杨氏养鳄场入口

杨氏养鳄场坐落于古晋新生村，是马来西亚最大的私人养鳄场。场内除了可以观赏到鳄鱼，也包括其他动物，比如果子狸、熊、蜥蜴、梅花鹿、巨蟒、长臂猴与犀鸟等等。每天上午11时和下午3时是养鳄场的喂食鳄鱼时间，游客和访客因此可以观察鳄鱼进食的习性。此外，养鳄场也设有鳄鱼博物馆，馆内展示出曾经捕捉到的砂拉越史上最大鳄鱼的骨骸样本。
实蒙古野生动物护育中心
游客和访客若要想见到红毛猩猩，实蒙古野生动物护育中心绝对是最佳地点。该中心建于1975年，成立目的是为了保护濒临绝种及罕见的红毛猩猩。 2020年，实蒙古野生动物护育中心荣获世界卓越旅游奖“可持续旅游计划”组奖项。
马当野生动物保护中心
马当野生动物保护中心可以让游客与访客见识到许多野生动物，例如人猿、鳄鱼、马来熊、犀鸟和老鹰等等。除了观看野生动物，该中心也是一个露营或野餐的地点，并且也设有登山道，可让登山爱好者前去探索。
婆罗洲开心农场
婆罗洲开心农场是结合了自然生态旅游、农园教育、农业观光与环保元素的休闲旅游目的地。游客与访客除了能在森林中徒步、也可观赏如马、猴子、豚鼠、银龙鱼、血龙鱼等各式各样的动物。
婆罗洲高原
婆罗洲高原位于古晋巴达旺，海拔3281尺，全年温度介于18到28摄氏度。由于气候凉爽和空气纯净，是大自然与户外爱好者的必去地点之一。从婆罗洲高原向远处遥望，美景尽收眼底，其中属加里曼丹视角 (Kalimantan Viewpoint)，美不胜收。另外，婆罗洲高原有着空旷的草地，许多访客会选择到此地露营，体验大自然美景。 婆罗洲高原的半山处，也有着一座迷人的瀑布，即西曼咖斯瀑布 (Simangas Waterfall)。
马当山脉
马当山脉毗邻库巴国家公园，其中属瑟拉比山峰 (Gunung Serapi) 为山脉最高峰，而马当山脉也是登山爱好者的喜爱地点之一。 在1867年，第二任拉惹——查尔斯·布洛克曾在此设立了茶和咖啡种植园，并从印度引进印裔劳工负责茶园与咖啡园的务农，而劳工们也在此建造了一间印度庙，名为Sri Maha Mariamman。
达迈海滩
达迈海滩是古晋最著名的海滩度假胜地之一。海滩面向南中国海，人们到此可以欣赏辽阔的大海沙滩。位于海滩的达迈海滩度假村为到访的游客和旅客提供了优质的海滩住宿体验，度假村内也设有游泳池、健身房、水疗中心等服务设施。 此外，达迈海滩附近也有高尔夫球场，因此高尔夫球爱好者除了到海边体验美景，亦可到球场进行活动。
古晋巴西班让海滩
古晋巴西班让海滩 (Kuching Pasir Panjang Beach) 是古晋近期热门的海滩景点之一，从市中心驱车只需30分钟左右就可抵达。到此的旅客可看见漫长洁白的沙滩，而在海水嬉水时也可看见远处耸立的山都望山。此海滩也是海边野餐的热门地点。
峇哥国家公园

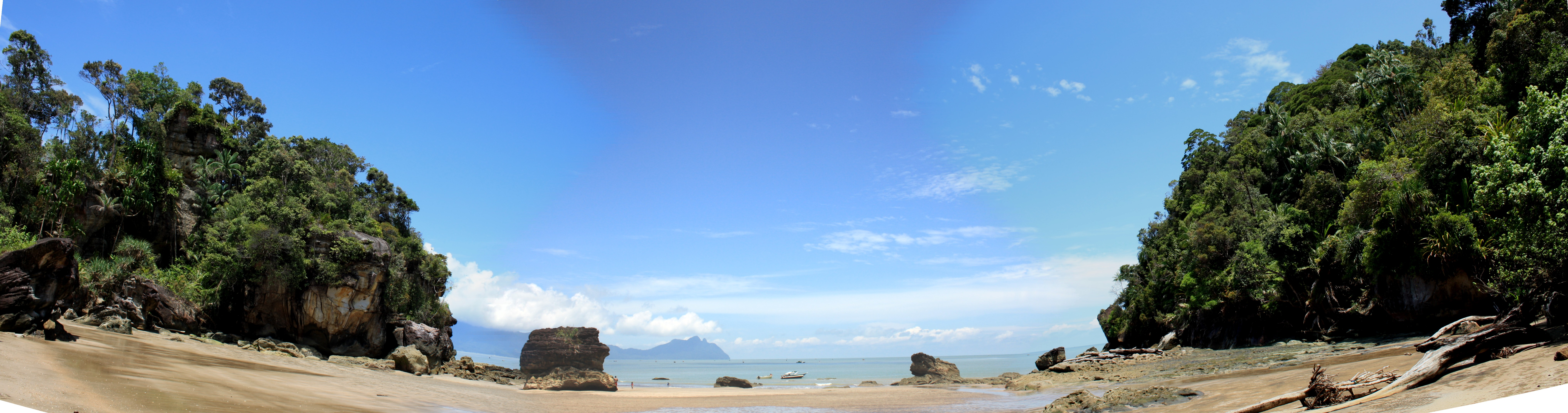
峇哥国家公园沙滩

该公园是砂拉越历史最悠久的国立公园，以seasnack 石头、猪笼草及野猴群最为出名。悬崖峭壁、岩石狎角、海湾、沙滩等广布园内，地貌形式多样。 1、线路选择16条不同方式的探险线路可与大自然进行零距离的亲密接触，省时省力的乘专车一小时即可来回，若想深度体验，还可在园内露营过夜。徒步线路主要有两条，一是林堂步道（Lingtang Trail），全程5.25公里，是海岬内陆一条蜿蜒环形小道，通往巴库海湾（Telok Paku）的一条支道可以看见婆羅洲独有的长鼻猴。另一条是去Telok Sibur Beach，途经瀑布（Tajor Waterfall），全程有12公里。 2、地形、物种资源经千万年海水冲刷，园内分布悬崖峭壁、岩石狎角、海湾、沙滩等多种地貌。长臂猴、长尾猕猴、银叶猴等世界珍惜动物是园内主角，原始热带雨林及红树林密布也使之当之无愧于世界最古老的雨林之一。
库巴国家公园

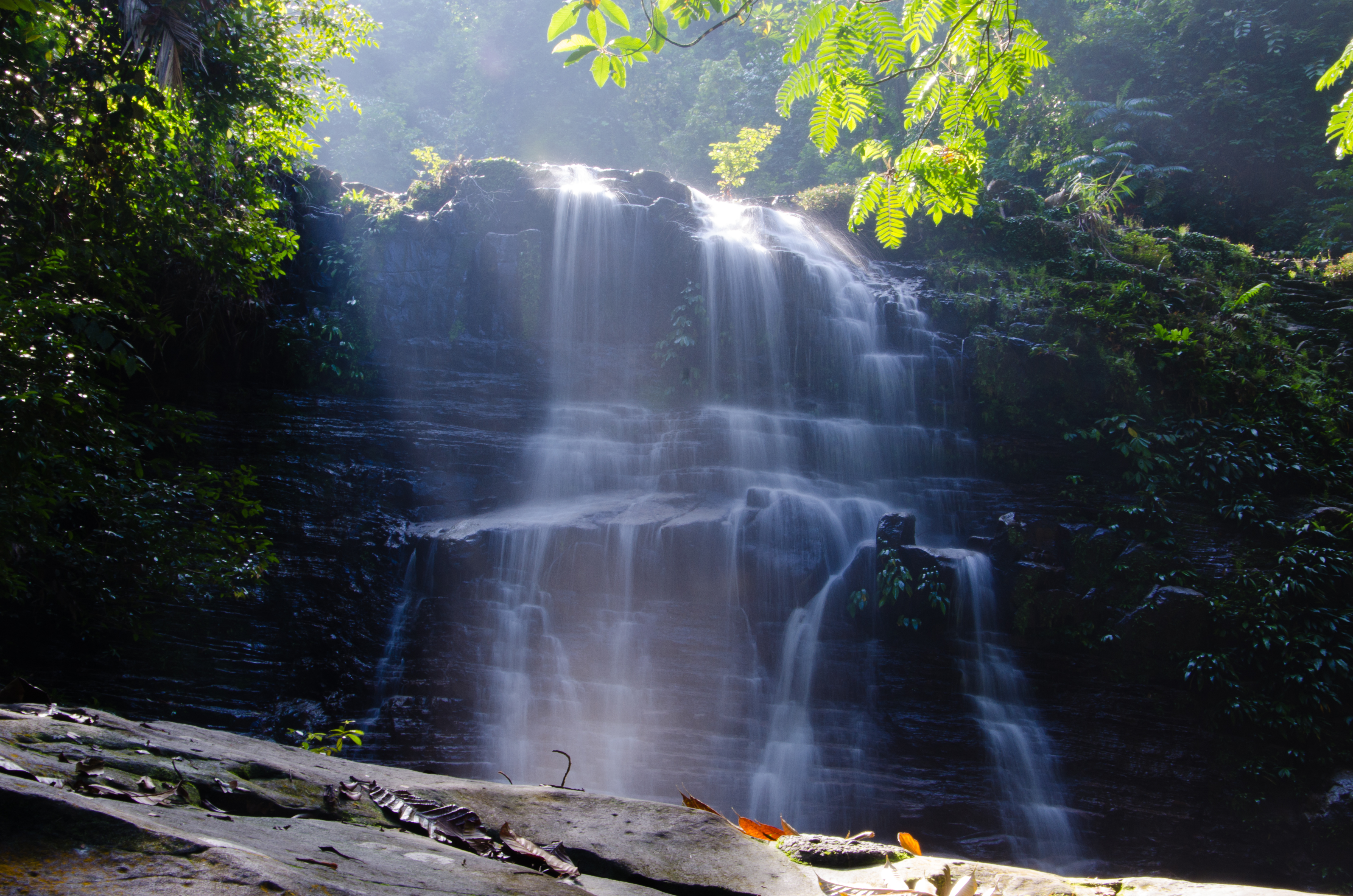
库巴国家公园瀑布

库巴国家公园具有丰富的自然生态，游客和访客可以探索到龙脑香树林、婆罗洲独有的棕榈树、胡姬花、须猪与鼷鹿，以及犀鸟等物种。不过由于野生动物大多数都住在森林深处，因此与动物奇遇并非是库巴国家公园的主要目的。相反人们可在公园内的瀑布嬉水玩乐、森林步道上漫游、以及欣赏热带植物。
古晋湿地国家公园

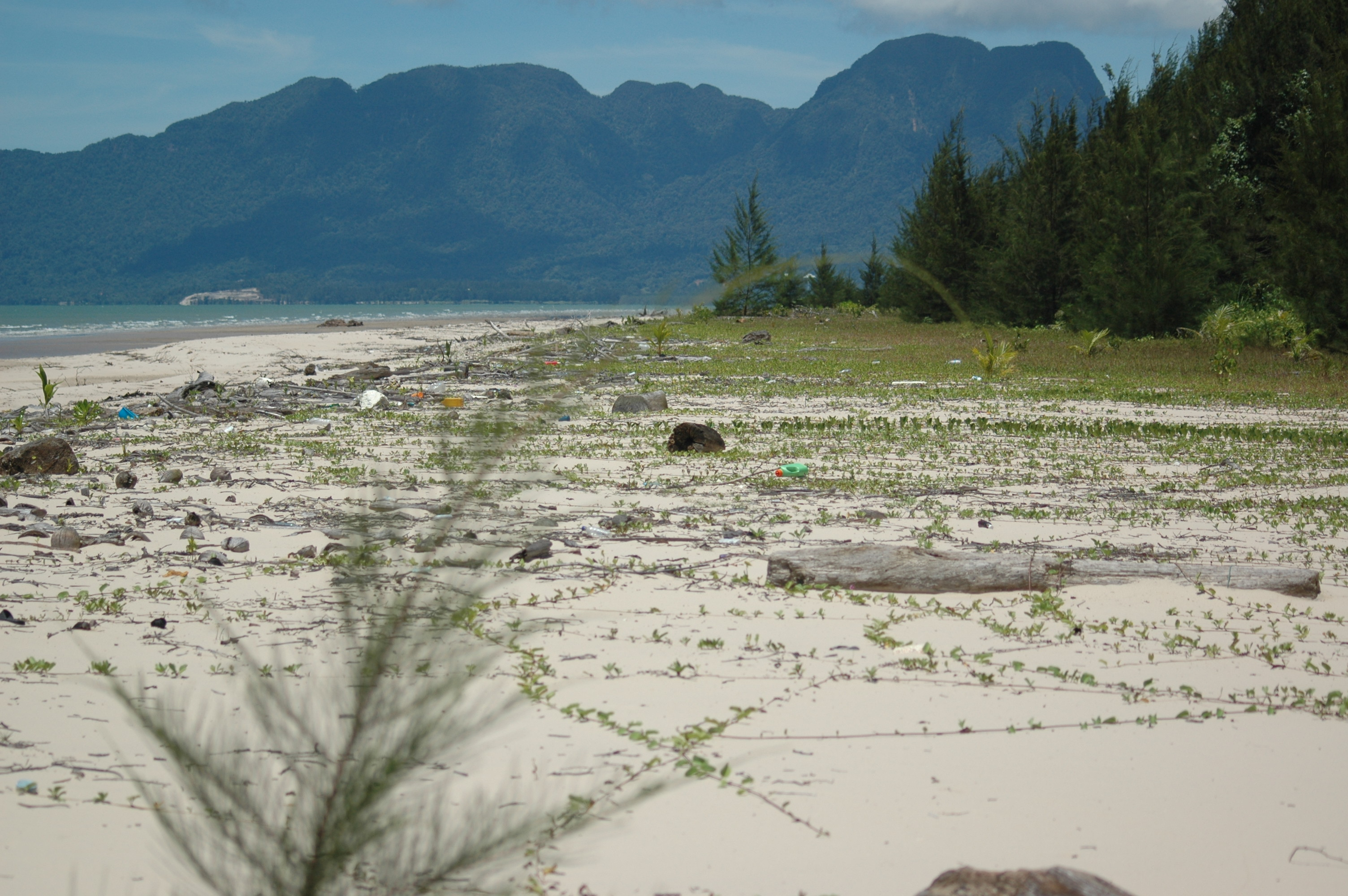
古晋湿地国家公园沙滩

古晋湿地国家公园是于2002年被宪报为国家公园。该公园作用是为了保护红树林，因此游客与访客可以到此来了解红树林生态。古晋湿地国家公园也提供沿海和游河服务，人们可通过导览前往 Salak 河入海口或山都望海域寻找短吻海豚的踪迹，以及游览红树林小河观看萤火虫、长臂猴和鳄鱼等野生动物。
山都望国家公园

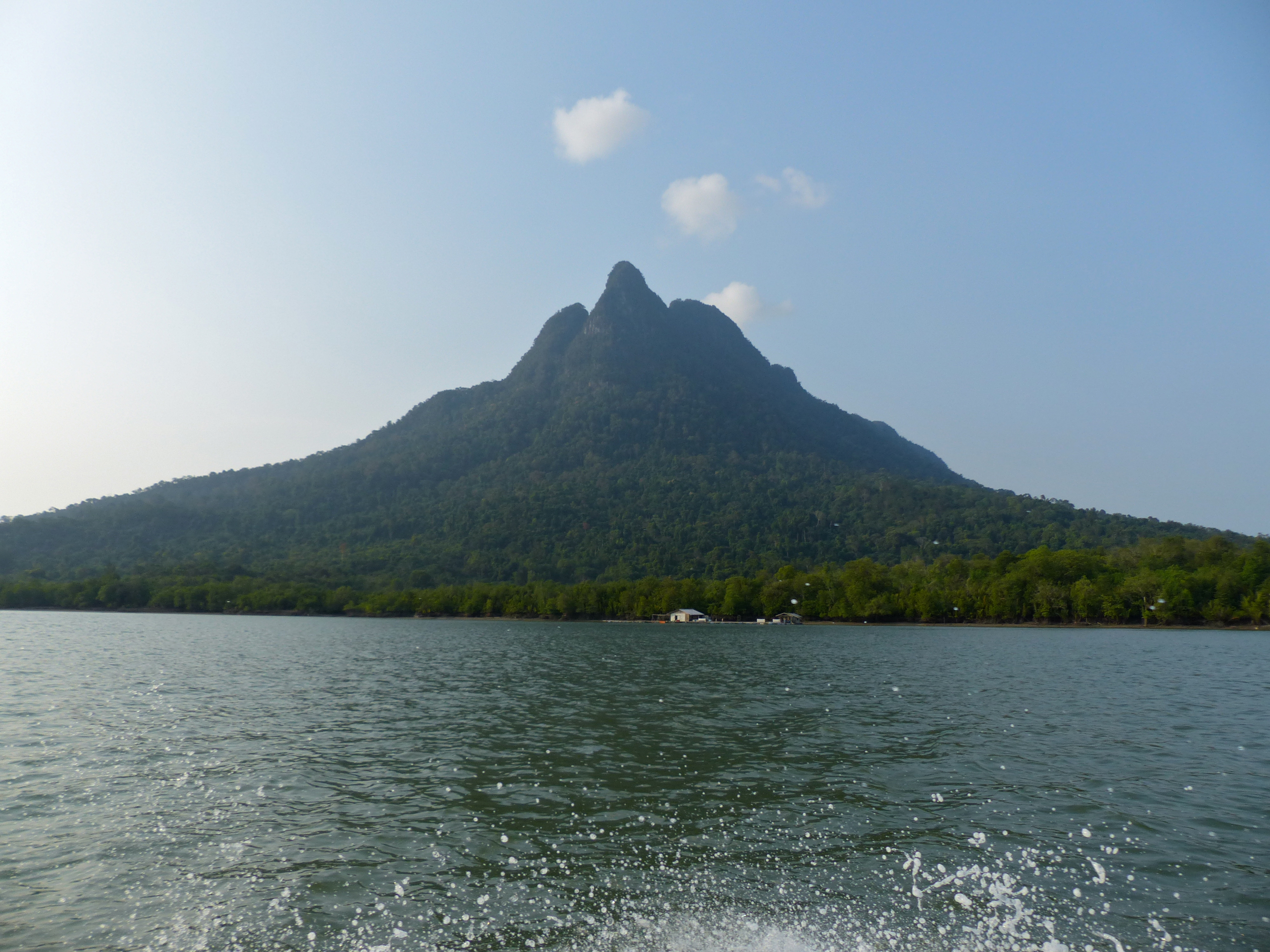
山都望山

山都望位于古晋的北部地区，即达迈半岛。公园内可观赏各式野生动物，而许多访客会到此地的山都望山进行登山活动。此外，在瀑布处嬉水也是访客喜爱的活动之一。

### 伦乐景点
古晋伦乐县拥有着许多自然与生态景点，游客与访客可到此进行大自然的探索。
加汀山国家公园
加汀山国家公园位于古晋伦乐县。游客除了可以到此地进行步道漫游与瀑布嬉水，更重要的就是游客可以观赏到非常难得一见的莱佛士花。不过莱佛士花并不是每次游客到访都可以见到的，尤其是盛开的莱佛士花更是要靠运气。如果游客有意要“赏花”，建议先致电到加汀山国家公园总部，向工作人员咨询莱佛士花盛开的情况。
达郎沙当国家公园
达郎沙当国家公园是砂拉越的首座海洋保护区，由4个岛屿组成，也是砂拉越进行海龟保育计划的地点。 顾虑到海龟的敏感性，因此当局严格限制游客到访的人数，并只允许游客到其中一座岛屿——沙当岛，进行一日游。另外水上和陆地娱乐活动也只能在指定的区域进行。
丹绒拿督国家公园
丹绒拿督国家公园是砂拉越最小的国家公园，面积只占14平方公里。公园内具有丰富的自然生态系统如热带雨林和海中珊瑚礁，海洋处亦有海豚栖息。
班丹海滩
班丹海滩是冲浪爱好者的首选目的地，游客可到班丹海滩民宿办理住宿，并享受着美丽的海滩美景。
西亚海滩
另一个伦乐著名的海滩，莫过于西亚海滩。西亚海滩有着西亚海滩度假村，度假村有提供露营、沙滩排球、森林探索等服务。
章卡瀑布
章卡瀑布是近来热门的瀑布景点，当地社区为了安全起见，村民组成向导，带领游客前往瀑布野餐或游玩。瀑布有7层楼高，是南砂地区最大的瀑布。

## 教育
古晋市区与郊区设立了多所公立与私立学府，包括小学、中学、高等学府等等。

### 公立学校
华文小学 (华小)
众多华文小学坐落在古晋的市区和郊区，横跨古晋县、巴达旺副县、石隆门县与伦乐县。
华文中学 (华中)
古晋中学 (国民型)，简称晋中，是古晋市唯一的一所国民型华文中学。学校成立于1916年，当时为私立学校，1963年马来西亚成立后则转型成为政府资助的公立学校。
国民中学 (国中)
古晋的国民中学位于古晋县、巴达旺副县、石隆门县与伦乐县。
技职学院
古晋共有两所技职学院，即古晋技职学院 (Kolej Vokasional Kuching) 与马当技职学院 (Kolej Vokasional Matang)。
技能中学
唯一的一所技能中学位于实仁甲，名为实仁甲技能中学 (Sekolah Menengah Teknik Sejingkat)。
艺术中学
唯一的一所艺术中学，名为马来西亚砂拉越艺术中学 (Sekolah Seni Malaysia Sarawak)。
全寄宿学校 (SBP)
古晋有两所全寄宿学校，分别是古晋理科中学 (Sekolah Menengah Sains Kuching) 与古晋北区理科中学 (Sekolah Menengah Sains Kuching Utara)。

### 独立中学 (独中)
古晋共有4所华文独立中学，分别为古晋中华第一中学、古晋中华第三中学、古晋中华第四中学与石角民立中学。
| 学校编号 | 中文名称     | 马来文名称                      | 成立年份 | 邮政编码 | 所属区 | 地区 |
| -------- | ------------ | ------------------------------- | -------- | -------- | ------ | ---- |
| YPCA001  | 中华第一中学 | Sekolah Menengah Chung Hua No.1 | 1958     | 93704    | 市区   | 古晋 |
| YPCA002  | 中华第三中学 | Sekolah Menengah Chung Hua No.3 | 1958     | 93300    | 市区   | 古晋 |
| YPCA003  | 中华第四中学 | Sekolah Menengah Chung Hua No.4 | 1960     | 93400    | 市区   | 古晋 |
| YPCA004  | 民立中学     | Sekolah Menengah Min Lit        | 1966     | 93724    | 市区   | 石角 |

### 私立学校
古晋市内有着多所私立学校，涵盖小学以及中学，并且采用国家教育课纲来授课。
小学
| 中文名称       | 英文名称                            | 邮政编码 | 地区              |
| -------------- | ----------------------------------- | -------- | ----------------- |
| 古晋真光小学   | Sunny Hill Primary School Kuching   | 93250    | 古晋三哩          |
| 圣约瑟私立小学 | St. Joseph's Private Primary School | 93400    | 古晋Jalan Were    |
| 罗哲小学       | Lodge National Primary School       | 93350    | 古晋Jalan Keranji |

中学
| 中文名称       | 英文名称                              | 邮政编码 | 地区              |
| -------------- | ------------------------------------- | -------- | ----------------- |
| 古晋真光中学   | Sunny Hill Secondary School Kuching   | 93250    | 古晋三哩          |
| 圣约瑟私立中学 | St. Joseph's Private Secondary School | 93400    | 古晋Jalan Nagor   |
| 罗哲中学       | Lodge National Secondary School       | 93350    | 古晋Jalan Keranji |

### 国际学校
古晋市内共有4所国际学校。东姑布特拉精英国际学校除了采用国际课纲授课之外，也有为本地学生以国家教育课纲(中、小学) 提供教学。
| 中文名称               | 英文名称                                  | 邮政编码 | 地区                       |
| ---------------------- | ----------------------------------------- | -------- | -------------------------- |
| 婆罗洲国际学校         | Borneo International School               | 93350    | 古晋犀丽泰 (Saradise)      |
| 古晋圣约瑟国际学校     | St. Joseph's International School Kuching | 93450    | 古晋丹斯里拿督陈何遵路     |
| 罗哲国际学校           | Lodge International School                | 93350    | 古晋达万德莎 (Tabuan Desa) |
| 东姑布特拉精英国际学校 | Tunku Putra-HELP International School     | 93350    | 古晋达万再也 (Tabuan Jaya) |

### 高等学府
州立学府
砂拉越政府属下共有5所州立学府，其中3所位于古晋，分别是:
- 砂先进技术国际大学学院 (ICATS University College)
- 砂技术发展中心 (Sarawak Skills)
- 斯威本科技大学砂拉越校区 (Swinburne University of Technology - Sarawak Campus)

公立学府
古晋市区的公立学府例如:
- 峇都林当师训学院 (Institut Pendidikan Guru (IPG) Kampus Batu Lintang)
- 古晋理工学院 (Politeknik Kuching Sarawak)
- 砂拉越大学预科学院 (Kolej Matrikulasi Sarawak)
- 古晋公共卫生学院 (Public Health College Kuching, Sarawak)
- 古晋社区学院 (Kolej Komuniti Kuching)
- 马来西亚卫生部古晋培训学院 (Institut Latihan Kementerian Kesihatan Malaysia, ILKKM Kuching)
- 砂大城市校区 (UNIMAS City Campus)，砂大主校区则是位于三马拉汉省。

私立学府
坐落在古晋市区的私立学府例如:
- 盛名国际学院 (FAME International College)
- 古晋双威学院（Sunway College Kuching)
- 砂拉越世纪学院 (SEGi College Sarawak)
- 古晋赛城学院 (Cyberjaya College Kuching)
- Executive College
- UCSI大学古晋校区 (USCI Kuching Campus)
- 马来西亚开放大学古晋校区 (Open University Malaysia Kuching)

## 媒體

### 電視節目
| 年份   | 頻道         | 節目                                                                                    | 備註        |
| 2019年 | 客家電視台   | 《喔走！48小時》 <砂拉越的歷史與飲食>                                                   | [ 153 ]     |
| 2017年 | 8视界新闻    | 《情牵新马》 <情系猫城>                                                                 | 9月26日播出 |
| 2015年 | 好消息電視台 | 《我們EYE旅行》 <東馬 - 古晉貓城>                                                       | [ 155 ]     |
| 2014年 | 三立電視台   | 《愛玩客》 <古晋 雨林任务换人气美食>                                                    | [ 157 ]     |
| 2009年 | Astro AEC    | 《家在马来西亚》 <古晋华人的生存故事> <家在河婆新村-砂拉越古晋三个华人新村故事（上篇）> |             |

### Youtube
| 年份   | 頻道                     | 節目                                             | 画质  | 備註    |
| 2022年 | The DoDo Men - 嘟嘟人    | 馬來西亞地圖隨機旅遊！造訪神秘貓城！             | 1080p | [ 161 ] |
| 2021年 | Education & Travel Guide | Top 10 Tourist Attractions in Kuching, Malaysia  | 4k    | [ 162 ] |
| 2021年 | Old Kuching Heritage     | Only in Kuching we got China Town & India Street | 1080p | [ 163 ] |
| 2021年 | Live互動英語教學節目     | 《古晉市：馬來西亞的「貓城」1》                  | 720p  | [ 164 ] |
| 2017年 | Jeremy Toh               | THIS IS KUCHING IN 2 MINUTES OR LESS in 4K!      | 4k    | [ 165 ] |

## 国际关系

### 领事馆
古晋作为砂拉越的首府，数个国家在城市里设立了领事馆或荣誉领事馆。
- [166]

- [167]

- 中国[168]

- 丹麦[169]

- 法國[170]

- 印度尼西亞[171]

- 波蘭[172]

- 俄羅斯[173]

### 友好城市
古晋与其他城市缔结了友好城市关系，例如：
| 国家/地区    | 州/省/县 | 城市   | 备注    |
| ------------ | -------- | ------ | ------- |
| 印度尼西亞   | 加里曼丹 | 坤甸   | [ 174 ] |
| 马来西亚     | 柔佛     | 新山   | [ 174 ] |
| 沙烏地阿拉伯 | 麦加     | 吉达   | [ 174 ] |
| 美国         | 华盛顿   | 西雅圖 | [ 174 ] |

另外，古晋地方政府（北市市政局、南市市政局、巴达旺市议会）也与不同城市缔结了友好城市关系，比如：
| 国家/地区      | 州/省/县 | 城市           | 备注    |
| -------------- | -------- | -------------- | ------- |
| 中华人民共和国 | 云南     | 大理白族自治州 | [ 175 ] |
| 印度尼西亞     | 东爪哇   | 泗水           |         |
| 印度尼西亞     | 西爪哇   | 万隆           | [ 176 ] |

| 国家/地区      | 州/省/县   | 城市   | 备注    |
| -------------- | ---------- | ------ | ------- |
| 中华人民共和国 | 云南       | 昆明市 | [ 6 ]   |
| 中华人民共和国 | 广东       | 湛江市 | [ 177 ] |
| 中华人民共和国 | 江苏       | 镇江市 | [ 178 ] |
| 中华人民共和国 | 福建       | 泉州市 | [ 179 ] |
| 中华人民共和国 | 四川       | 崇州市 | [ 180 ] |
| 中华人民共和国 | 北京市     | 东城区 | [ 181 ] |
| 中华人民共和国 | 山东       | 泰安市 | [ 182 ] |
|                | 首尔特别市 | 九老區 | [ 183 ] |
| 日本           | 愛知縣     | 丰田市 | [ 184 ] |

| 国家/地区      | 州/省/县 | 城市   | 备注    |
| -------------- | -------- | ------ | ------- |
| 中华人民共和国 | 山东     | 烟台市 | [ 185 ] |
| 中华人民共和国 | 湖北     | 黄石市 | [ 186 ] |
| 中华人民共和国 | 山东     | 临沂市 | [ 187 ] |
| 中华人民共和国 | 四川     | 宜宾市 | [ 188 ] |